# 港鐵屯馬綫近畿川崎列車
港鐵近畿川崎列車（英語：Itochu-Kinki-Kawasaki Train，簡稱，俗稱「SP1900」、「SP1950」、「千九」、「千九五」、「KRS991」、「1151」，鐵路迷暱稱「千九公主」），前稱世紀列車、九鐵近畿川崎列車，是九廣鐵路公司購入並擁有的交流通勤型列車，亦是世界上設計車速第二高的通勤列車。隨兩鐵合併，九廣鐵路公司通過與地鐵有限公司簽訂的經營權協議，授予香港鐵路有限公司於2007年12月2日起繼續使用。
列車設計允許以4、6、7、8、9及12卡組合為一列車，目前使用的組合為8卡，亦於2017年12月24日前曾使用4卡組合、2018年5月27日前曾使用7卡組合、2021年2月6日前曾使用12卡組合。現時統一為8卡編組，同時原東鐵綫的E200系列編組和頭等車廂及原馬鞍山綫的E500系列編組已被廢除，所有48列行走屯馬綫的本型號列車已經統一使用原西鐵綫的E300系列編組。
自從中期翻新列車於2022年5月6日全數退役後，本列車成為目前唯一及最後一款在港鐵系統中行走的前九鐵採購之重鐵通勤列車。

## 歷史
2007年12月2日兩鐵合併後，有關列車全數租予港鐵公司作鐵路營運之用，並由港鐵公司進行日常維修及清潔，但列車的擁有權仍屬於九鐵公司（合約1151型號車卡擁有權則屬於港鐵公司）。
2009年8月九龍南綫通車後，所有東鐵綫SP1900型號列車和馬鞍山綫列車的大修工序改由八鄉車廠進行。換言之，所有SP1900/SP1950/KRS991/1151型號列車將會在八鄉車廠進行大修。東鐵綫SP1900型號列車及馬鞍山綫列車如要進行大修，就需要由柴油機車牽引經紅磡站3號月台以北東鐵綫及西鐵綫之聯絡線前往八鄉車廠。大修後，由機車拖回原有車廠。2019年起，東鐵綫SP1900型列車已改回何東樓車廠進行大修。
2009年12月，所有東鐵綫SP1900型號列車車廂和車門已更換為港鐵版本的貼紙。2010年3月，所有西鐵綫，馬鞍山綫SP1900/SP1950/KRS991型號列車車廂和車門亦已更換為港鐵版本的貼紙。
2021年4月18日，所有屯馬綫一期及西鐵綫的列車正式實施混合車隊。
本列車於不同時期採購，詳情如下：

### SP1900
為配合九廣西鐵的興建，九鐵公司自1996年起開始設計新一代列車，並於三年後完成。
1997年11月，九鐵公司就西鐵及東鐵新列車招收意向書，至1999年招標時僅有德國西門子交通集團及日本伊藤忠商事入標。由於日本財團方案採用了新一代的交流傳動技術（而德國方案仍然使用較早期的GTO-VVVF交傳技術），加上易於保固，故日本伊藤忠商事（作為中介商）、近畿車輛、川崎重工合組之財團奪得九鐵公司250卡全新列車的訂單，並連同日後增購權，價值港幣逾31.01億元。
合約於同年3月8日批出，編號為SP1900，當中的96卡（共8列）屬E200系列（因重組工程關係已廢除本系列），供九廣東鐵（現稱東鐵綫）使用，以增加東鐵的行車班次和客運能力，其餘154卡（共22列）屬E300系列，供於2003年12月20日新通車的九廣西鐵（現稱西鐵綫）使用。簽約儀式於同月29日在九廣鐵路公司大樓舉行，由九鐵主席楊啟彥為首的三名高層代表九鐵簽約。
同年7月14日，九鐵公司與日本輸出入銀行、滙豐銀行及百利達銀行簽訂一份價值3.38億美元的出口信貸，分12年清還，以支付上述列車的85%售價。

#### 屯馬綫
為配合屯馬綫的發展，所有列車已調至八鄉車廠改裝成8卡車。2015年7月2日，一列SP1900型號列車調往八鄉車廠改裝成八卡車，並於2016年1月2日在西鐵綫投入服務，成為該綫首列8卡列車。雖然屯馬綫所有軌道工程均已完成，但是屯馬綫紅磡站新建月台要到2021年6月20日才能啟用，屆時列車改裝已經完成，因此列車仍需要由柴油機車牽引經紅磡站3號月台以北東鐵綫及西鐵綫之唯一一條聯絡線前往八鄉車廠，東鐵綫現代列車亦會開始在東鐵綫陸續投入服務，而29列中期翻新列車（不包括無法改裝的E44）會陸續全數退役。

### SP1950
2000年12月，九鐵再向該公司增購72卡同款列車，合約編號為SP1950，車輛編號為E500系列（因重組工程關係已廢除本系列）供於2004年12月21日新通車的馬鐵（現稱屯馬綫）使用。該等列車分六次配屬，每次三列，最後一批於2004年5月5日抵港。
此系列車原本一共有18列，全為4卡編組；然而，因配合鐵路網絡發展，本系列的部份列車亦調離馬鞍山綫，以進行改裝工程，詳述如下：

#### 九龍南綫
配合九龍南綫發展，其中2列馬鞍山綫列車已率先於2007年9月25日調離馬鞍山綫，以便與KRS991合約的列車車卡併結，並在西鐵綫使用。該2列列車已分別於2008年8月18日及8月24日在西鐵綫上投入服務。
而這些編組亦會配合屯馬綫發展而改裝成8卡列車，其中一列SP1950型號列車於2017年6月25日開始進行8卡改裝工程，並於7月22日重新投入服務。而另一列SP1950型號列車亦於2017年8月20日開始進行8卡改裝工程，並於9月16日重新投入服務。該兩列列車隨屯馬綫全綫試車後分別於2021年4月20日及2021年4月22日開始返回前馬鞍山綫或屯馬綫範圍內投入服務。

##### 擴編方式
- 將馬鞍山綫的D及P車廂水平反向180度。
- 加入新製單數M、雙數P及C車廂。
- 馬鞍山綫的M車廂調至新製的雙數P及C車廂之間，無需反向。

#### 屯馬綫
然而，配合日後屯馬綫的需要，行走於馬鞍山綫的16列4卡列車亦需調往八鄉車廠，改裝成8卡列車。

### KRS991
九鐵於2006年1月批出KRS991合約，再按照SP1900之增購權條款訂購34卡（6列）同款列車車卡，總值5.78億港元。當中28卡新車廂會組成4列E300系7卡列車，另外6卡車廂用於擴編兩列馬鞍山綫E500系（現E300系）4卡列車，並調往西鐵綫使用。首列新車於2007年7月15日凌晨運抵香港，並連同另外3列暫時存放在東鐵綫何東樓車廠的列車於2008年7月3日至4日運抵八鄉車廠，並於同年8月至10月先後投入服務。而另外2列新車已分別於2008年5月4日及6月1日正式投入服務，但由於要隨著沙中綫東西走廊（屯馬綫）落成通車，現時該6列列車已於2016年-2018年之間進行8卡化改裝工程，並成為屯馬綫8卡列車。

### 1151
2013年12月11日，港鐵宣佈向伊藤忠商事、近畿車輛、川崎重工合組之財團，第三次按照SP1900之增購權條款批出新列車合約，合約編號為1151，36卡新車廂會用於擴編全數原屬東鐵綫、西鐵綫及馬鞍山綫的IKK列車，集中西鐵綫的H卡及C卡與馬鞍山綫的H卡及C卡並將之調往屯馬綫（包括原西鐵綫及原馬鞍山綫）使用。同時為現有348卡列車進行改裝，包括運送原有頭等車廂返回日本近畿車廠進行普通等車廂改造工程。工程合約總值11.8億。

## 列車命名
- SP1900：Supply & Purchase 合約第 1900 號，俗稱「千九」[10]。
- 世紀列車：因 SP1900 在2001年（21世紀第一年）在東鐵綫投入服務而得名。
- IKK Train：兩鐵合併後為 SP1900/SP1950/KRS991/1151 的统称，该名称来自列车中标方 Itochu - Kinki - Kawasaki Consortium（伊藤忠[註 2]-近畿-川崎聯合體）。

## 批次對比
| 合約編號 | 出廠年份  | 生產商       | 購買原因                       |
| -------- | --------- | ------------ | ------------------------------ |
| SP1900   | 2001      | 近畿車輛     | 擴充東鐵車隊及配合東鐵未來發展 |
| SP1900   | 2002-2003 | 川崎重工業   | 西鐵通車                       |
| SP1900   | 2002-2003 | 近畿車輛     | 西鐵通車                       |
| SP1950   | 2003-2004 | 馬鐵通車     |                                |
| KRS991   | 2007      | 九龍南綫通車 |                                |
| 1151     | 2015-2017 | 擴編8卡列車  |                                |

## 列車編組
SP1900/SP1950/KRS991/1151以8卡車廂為一編組； 在屯馬綫（包括前西鐵綫和馬鞍山綫）以8卡車廂為一編組。屯馬綫（包括前西鐵綫和馬鞍山綫）使用的列車，是裝上加拿大的SelTrac IS，所以前西鐵綫及馬鞍山綫列車，只需將SelTrac IS的操作軟件更新為SelTrac CBTC就可以繼續運作。而原本在東鐵綫使用的列车需要拆除原有的信号系统安装上SelTrac CBTC才可以在屯馬綫繼續運作。
| 駕駛室                   | Driving cab                   | O   | X   | X   | X   | X   | X   | X   | O   |
| 集電弓                   | Pantograph                    | X   | O   | X   | X   | X   | X   | O   | X   |
| 電動機                   | Motor                         | X   | O   | O   | X   | X   | O   | O   | X   |
| 拖卡                     | Trailer                       | O   | X   | X   | O   | O   | X   | X   | O   |
| 輪椅預留位               | Wheelchair Seat               | X   | X   | O   | X   | X   | O   | X   | X   |
| 交叉線                   | Cross Train Line              | X   | X   | X   | X   | O   | X   | X   | X   |
| 緊急逃生梯               | Emergency Escape Ladder       | O   | X   | X   | X   | O   | X   | X   | O   |
| 輔助駕駛控制板           | Hostler                       | X   | X   | X   | O   | O   | X   | X   | X   |
| 「港鐵車廂電視」靜音車廂 | 「MTR In-train TV」 Quiet Car | O   | X   | X   | X   | X   | X   | X   | O   |
| 稱號                     | 稱號                          | DT1 | PM1 | MW1 | TH1 | TCH | MW2 | PM2 | DT2 |

| 車卡编號 | D3xx                   | P3xx                       | M3xx             | H3xx         | C3xx                 | M3xx             | P3xx                       | D3xx                   |
| 動力配置 | 拖卡，附駕駛艙 （DT1） | 動力車卡，附集電弓 （PM1） | 動力車卡 （MW1） | 拖卡 （TH1） | 拖卡，交叉線 （TCH） | 動力車卡 （MW2） | 動力車卡，附集電弓 （PM2） | 拖卡，附駕駛艙 （DT2） |
| 動力單元 | 單元1                  | 單元1                      | 單元1            | 單元1        | 單元2                | 單元2            | 單元2                      | 單元2                  |

容许的编组设计:

4卡：DT1-PM1-MW1+DT2（曾在马鞍山线上使用）

6卡：DT1-PM1-MHW+MW1-PM2-DT2

7卡: DT1-PM1-MHW+TCH-MW2-PM2-DT2（曾在西铁线上使用）

8卡: DT1-PM1-MW1-TH1+TCH-MW2-PM2-DT2（現時在屯馬綫上使用）

9卡: DT1-PM1-MW1-T-TH1+TCH-MW2-PM2-DT2

12卡: DT1-PM1-M-TWH+PCH-TH2+MWH-PMH+TFH-MW2-PM2-DT2（曾在东铁线上使用）

## 列車設備
所有車廂均具備下列設備：
- 電視機：供播放港鐵車廂電視使用。列車投入服務初期至2005年中期間，播放報站動畫及政府宣傳片段，後來改播新聞直線片段，而報站動畫於2016年在動態路線圖及車卡通道報站顯示屏上重新出現。2016年10月起更換為16:10液晶顯示器。
- 緊急通話器：每卡列車均於同一方向的車門附近設置緊急通話器，如有緊急事故乘客可以按動紅色按鈕，即可於車長通話。通話器設有獨立回覆功能，處理後亦只需在駕駛室使用列車管理系統重設即可，不用職員持鎖匙上車重設。
- 滅火器：設於車門旁邊，如有火警可於職員指示下使用。
- 閉路電視：乘客按動緊急通話器後，列車車長即可透過列車管理系統查閱該卡車廂閉路電視的實時影像，以便更快了解全列車廂情況。
- 緊急出口：設於每卡第3對車門（只有該門設把手），乘客可以在車上打開膠蓋後使用手掣打開該對車門並跳到路軌兩則通道（隧道及高架段，不包括東鐵綫大部份路段；落馬洲至上水路段除外）逃生。部份車卡更設有逃生樓梯，讓乘客在有需要逃生至路軌兩旁（地面段及東鐵綫大部份路段；包括紅磡站至羅湖站）時，使用樓梯離開。該樓梯必須由已經處於路軌上的乘客（或職員）打開，並不能在車上打開樓梯。
- 緊急通風窗：設於玻璃上，可在停電及送風系統不能正常運作時打開。
- 動態路線圖及車卡通道報站顯示屏，於2015年12月增設的設備，動態路線圖顯示屏由台灣凌暉科技（LWO）製造。讓乘客知道下一個車站之站名，以取代新聞直線報站彈出之字幕。
- 列車空調系統：由日本東芝製造，空調機組採用R407C環保雪種。
- 車門：使用電動滑動式車門，由法維萊交通車輛設備製造。
- 車卡連貫通道：由德國廠商虎伯拉鉸接系統（HÜBNER Group）提供。
- 列車車窗玻璃：窗口玻璃由日本AGC旭硝子和南韓KUKYOUNG G&M（D317/D318编组）提供，而車門玻璃由法國聖戈班（連同西班牙CLIMAVIT合作）（SP1900，前頭等車卡的U/D1、2及4號車門則由日本AGC旭硝子提供）、南韓KUKYOUNG G&M及日本AGC旭硝子（SP1950、KRS991、1151）提供。
- 列車廣播系統：預計為日本TOA株式會社（東亞特殊電機）（TOA Corporation）提供。[18]

不同的列車車廂設有以下設備：

### 駕駛室
設於所有D車廂
設有駕駛台，供車長使用有關設備駕駛列車，原東鐵綫裝設TBL的駕駛室，而屯馬綫（包括原西鐵綫及馬鞍山綫）的列車則裝設SelTrac的駕駛設備。駕駛室內還設有由三菱電機開發的「列車管理系統」（英語：Train Management System, TMS）微機控制介面，讓車長了解全列車情況。

### 集電弓
設於所有P車廂
用以向高架電纜取得所需的電力以運行列車，所取得之電力將用於運行電動機，以推動列車及車內設備。因為電氣組件設計問題，列車駛經中性區時斷路器（VCB）開合會造成較大且突然噪音（此現象與港鐵屯馬綫中國製列車及港鐵東鐵綫現代列車相同）。集電弓由英國Brecknell Willis製造。

### 電動機
設於所有M及P車廂
通過從集電弓取得的電力推動全車的設備運作，以使列車前進、啟動車內燈光、空調、港鐵車廂電視等裝置；車廂亦設有電池，以便在通過中性區時維持全車燈光及電視運作10秒，及在緊急情況下維持全車三份一燈光及緊急設備運作約1小時。

### 輪椅預留位
設於所有M車廂，已廢除的東鐵綫12卡列車設於南行第4、7、10卡（H車廂、M車廂、M車廂），北行第3、6、9卡（M車廂、M車廂、H車廂）
預留給停靠輪椅之用，亦裝設有半座位，供沒有停靠輪椅時可供乘客站立及坐於半座位之上。

### 輔助駕駛控制板
設於所有H卡及C卡，已廢除的東鐵綫12卡列車設於H、C及／或F車廂及同一車組的兩個邊界車卡（不包括D卡），即第4-9卡，已廢除的西鐵綫7卡列車設於單數M卡及C卡，已廢除的馬鞍山綫4卡列車不設此設備。
在列車因特殊需要而分拆時，可以使用此控制板，有限度地移動該車組而不需要接駁駕駛室。

### 緊急逃生梯
設於所有C及D車廂，已廢除的東鐵綫12卡列車設於C、D及F車廂。
在緊急疏散乘客時，會在職員或消防員指示下，使用緊急逃生梯離開車廂。

### 列車座椅
普通車廂採用不鏽鋼座椅。頭等車廂則採用由德國GRAMMER AG提供的高背絲絨座椅。（此等車廂因為受到列車8卡化重組工程影響而已經廢除）

### 防墜擋板
所有列車車卡之間的駁位在出廠時已經設有防墜擋板防止乘客從車廂駁位之間的罅隙跌落路軌，後來港鐵亦額外於擋板後加上三條鐵鏈（於九龍南綫通車前的西鐵綫因所有車站均有安裝月台幕門而未有加上鐵鏈）。隨著既有馬鞍山綫所有車站已於2017年12月完成安裝月台閘門，港鐵已於2018年5月率先將所有行走馬鞍山綫本型列車的鐵鏈拆除，其後再於2020年2月把該綫本型列車的擋板拆除。但於2021年4月18日，所有屯馬綫一期及西鐵綫的列車正式實施混合車隊時，5列原先行走屯馬綫一期的列車均已重新裝上鐵鏈（惟未有重新裝上擋板）。因應設有月台幕門的紅磡站新月台已於2021年6月20日啟用，所有列車的鐵鏈及擋板將陸續被拆除。

### 隔音裙板
所有本型號大部份行駛原西鐵綫的P卡曾一度全面拆除裙板（以提升散熱效率），現時曾經拆除裙板之列車已全數重新裝上；亦有部分列車是從未拆除。

### 扶手吊環
這款列車原裝使用藍色金屬吊環，手握與扶手之間有金屬彈簧懸掛。2024年起，部分列車改用鐵路願景式帶狀吊環。

## 問題

### 列車車頂扭曲
2016年7月，傳真社揭發部份由川崎重工車輛公司及近畿車輛公司生產的港鐵近畿川崎列車在進行全面重組為8卡列車編組計劃時發現車頂出現不同程度的扭曲，出現結構性問題。在2013年起，部分該型號列車車頂上貼有白色工業用貼紙，避免情況進一步惡化，並於重組期間修理，而其中8卡扭曲情況較嚴重的車頭車卡，將於重組為八卡車期間退役，為其他車卡供應零件。

## 大事年表
- 2001年2月27日，首列東鐵列車於大阪近畿車輛廠房進行交付典禮，由近畿車輛代表、九鐵公司東鐵總監李殷泰及西鐵總監唐仕謙主禮。
- 2001年3月22日，首列東鐵列車運抵香港，並於3月26日舉辦記者會公佈消息。
- 2001年4月底，本車開始在東鐵上進行動態測試。
- 2001年9月4日， 九廣鐵路公司在紅磡站舉行新車啟用典禮暨慈善之旅；翌日（2001年9月5日），該首列東鐵列車（E201/E203）投入服務。[20][需要較佳来源]
- 2002年4月21-23日，首列西鐵列車運抵香港，並逐步由屯門內河碼頭運往八鄉車廠。[21]
- 2003年9月26日：首三列馬鐵列車運抵香港，並逐步由紅磡貨場送往何東樓車廠進行驗收及測試，再送往紅磡貨場及羅湖編組站暫存。
- 2003年11月9日，首三列馬鐵列車開始在東鐵上進行動態測試。
- 2005年7月21日，早上5時，一名西鐵列車調度員於八鄉車廠與一列九廣西鐵SP1900列車進行列車調度時，跟另一列SP1900列車迎頭相撞，兩車車頭同告損毁。由於事件發生在車廠內，並沒有通報公眾，俟數天後有九廣鐵路職員洩漏消息予傳媒，事件方為公眾得悉。其後兩列列車編組分別抽出其中4卡及3卡進行復修，並於復修期間行走西鐵，直至同年12月復修完成後，還原原有編組。
- 2007年2月14日，早上9時13分，一列九廣西鐵南行SP1900列車駛經大欖隧道往南昌方向時，車廂編號P306的車頂電壓交感器（變壓器）因過熱引致絕緣油出現氣化並爆炸，引發火警，列車隨後失去牽引動力電源。事件導致11人不適需要送院。經調查後發現，電壓交感器故障是由於絕緣體在製造過程中已存有瑕疵，以及列車曾在行駛時曾遭受雷擊破壞，累積問題引致的偶發性故障。事後，九鐵決定逐步把車頂電壓交感器更換為新型無油式及具防爆破功能的電壓交感器。[22][23][24][需要較佳来源]
- 2016年1月2日，改裝後的首列東鐵綫SP1900八卡列車以013車序重新投入服務，成為西鐵綫首列八卡列車，但運作不足5小時因電腦不穩定，已返回車廠檢驗，由七卡列車代替，但現在西鐵綫列車已經改裝為8卡列車。[25]
- 2018年9月5日，上午約9時50分，一列西鐵綫列車在進入南昌站時發生故障，需由另一列車拖走，來往柯士甸站至美孚站列車服務一度暫停，但車站顯示屏錯字錯漏百出，更用口語寫上「令你嘅旅程受到延誤」，引起網民討論。港鐵發言人回應指，因延誤期間車務控制中心人員希望盡快透過乘客資訊顯示屏發放最新資訊，未有為意有錯別字，約10分鐘後已糾正。港鐵已提醒人員需嚴謹核對發給公眾的訊息，並會檢討。 [26][27][28]
- 2018年9月24日（中秋節）晚上約10時45分，一列西鐵綫北行SP1900列車駛至兆康站停站時，突然未能開門，列車上的空調系統亦發生故障，對於現場消息指懷疑有人燃放孔明燈肇事闖禍，至晚上近11時，服務回復正常。（页面存档备份，存于）
- 2019年7月21日，發生元朗襲擊事件。[29]當日午後有香港反對逃犯條例修訂草案遊行，傍晚開始有居住在屯門及元朗的市民回程，當晚有大批黑社會背景的白衣人於晚上10時，在元朗站內使用棍棒、竹枝、鐵通等武器肆意毆打在元朗站一帶的市民及車廂內的乘客。事件中一共有45人受傷，其中1人危殆。[30]傷者包括立法會議員林卓廷、前任無綫電視新聞記者柳俊江及立場新聞女記者何桂藍，有乘客在車廂內下跪懇求白衣人停手，[31]但被白衣人揮重拳打至倒在車廂的地板上。雖然有市民曾多次致電999報案熱線及元朗警署報案室，但一直未能接通。而且未有港鐵職員在場協助或阻止。[32]在元朗站肇事列車（曾經是九鐵創意列車）中的M311車卡事後血跡斑斑，車廂內一片凌亂，留下大量雜物。
- 2021年2月5日，為配合過海段而設的新訊號系統西門子Trainguard MT及全新韓製列車啟用，並更換東鐵線車隊中6-8列千九列車，本型列車最後一日在東鐵綫接載乘客。至翌日凌晨回廠前，D225/D227列車是最後一班在東鐵綫載客的同款列車。當列車抵達上水站時，列車司機更破例在提醒乘客下車後，作出特別廣播：「多謝乘搭東鐵綫最後一班千九列車，拜拜」。隨後，列車以（886）車序（為粵語「拜拜囉」的諧音，即書面語的「再見了」）返回何東樓車廠，正式退出東鐵綫的營運。[33][需要較佳来源]
- 2023年9月14日早上9時許，一輛列車停靠車公廟站時突然有大量白煙冒出，導致車廂及月台煙霧瀰漫，500名乘客需要疏散，事件中無人受傷。列車服務在4分鐘後恢復正常。[34]

## 配合屯馬綫運作而進行的增購及改裝工程
2014年1月24日，港鐵宣布向伊藤忠商事、近畿車輛、川崎重工合組之財團批出新列車1151合約，增購共32節H車廂及4節C車廂，合共36節新車廂。此外，所有原屬於西鐵綫、馬鞍山綫及東鐵綫的近畿川崎列車的356節車廂其中348節車廂，改裝並重組為八節車廂後會在屯馬綫繼續服務。
2015年8月22日，根據1151合約增購的新車廂開始付運，而所有新車廂已抵港，並已加入於現有列車上。
2015年11月27日，港鐵表示會逐步提升所有SP1900、SP1950及KRS991型列車的車廂設備，包括增加動態路線圖及在車卡連接通道增設顯示屏。

## 圖片庫

### 東鐵綫（SP1900）

M228車廂內的「近畿車輛」水牌
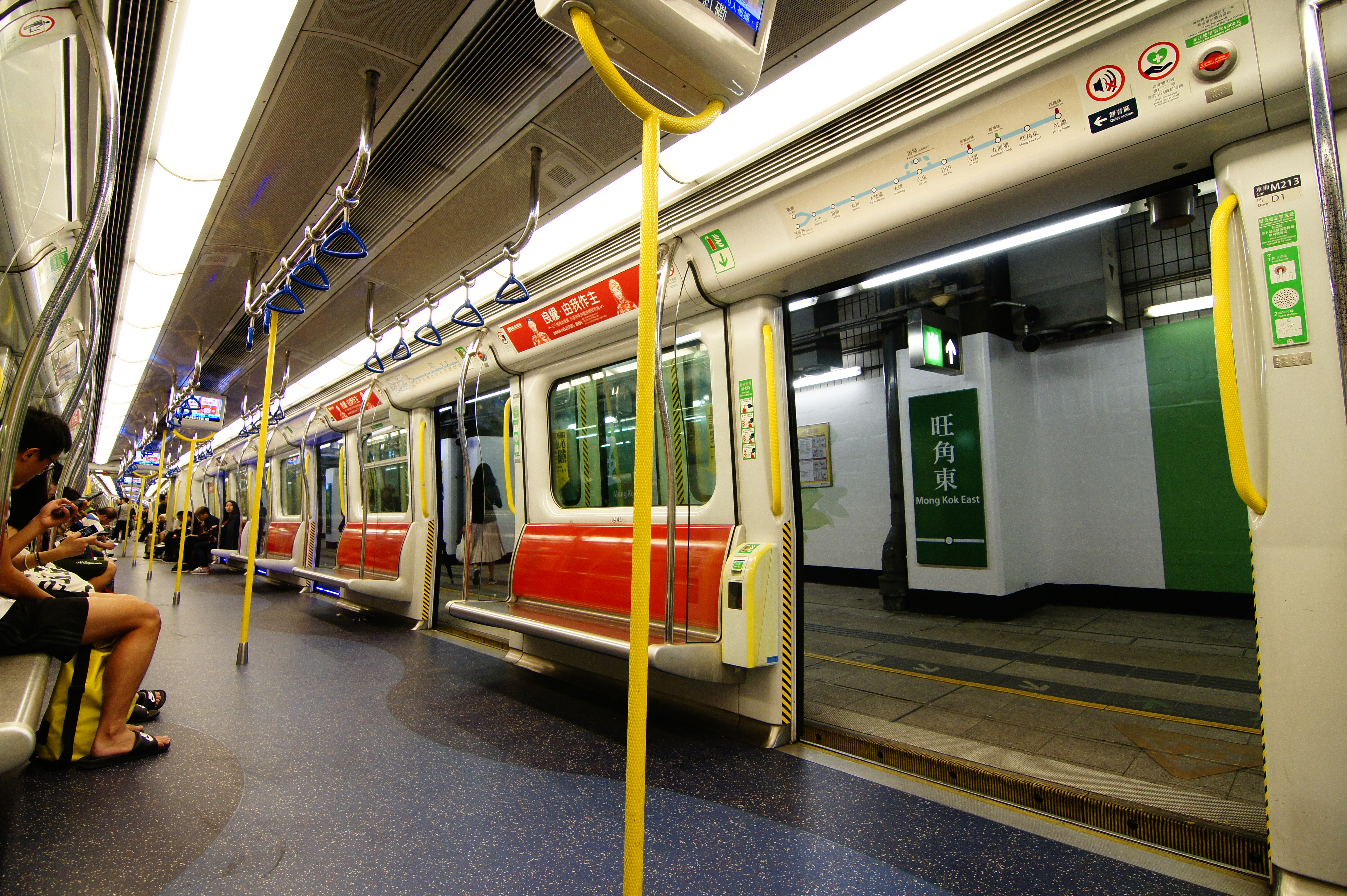
列車內部（普通等車廂）
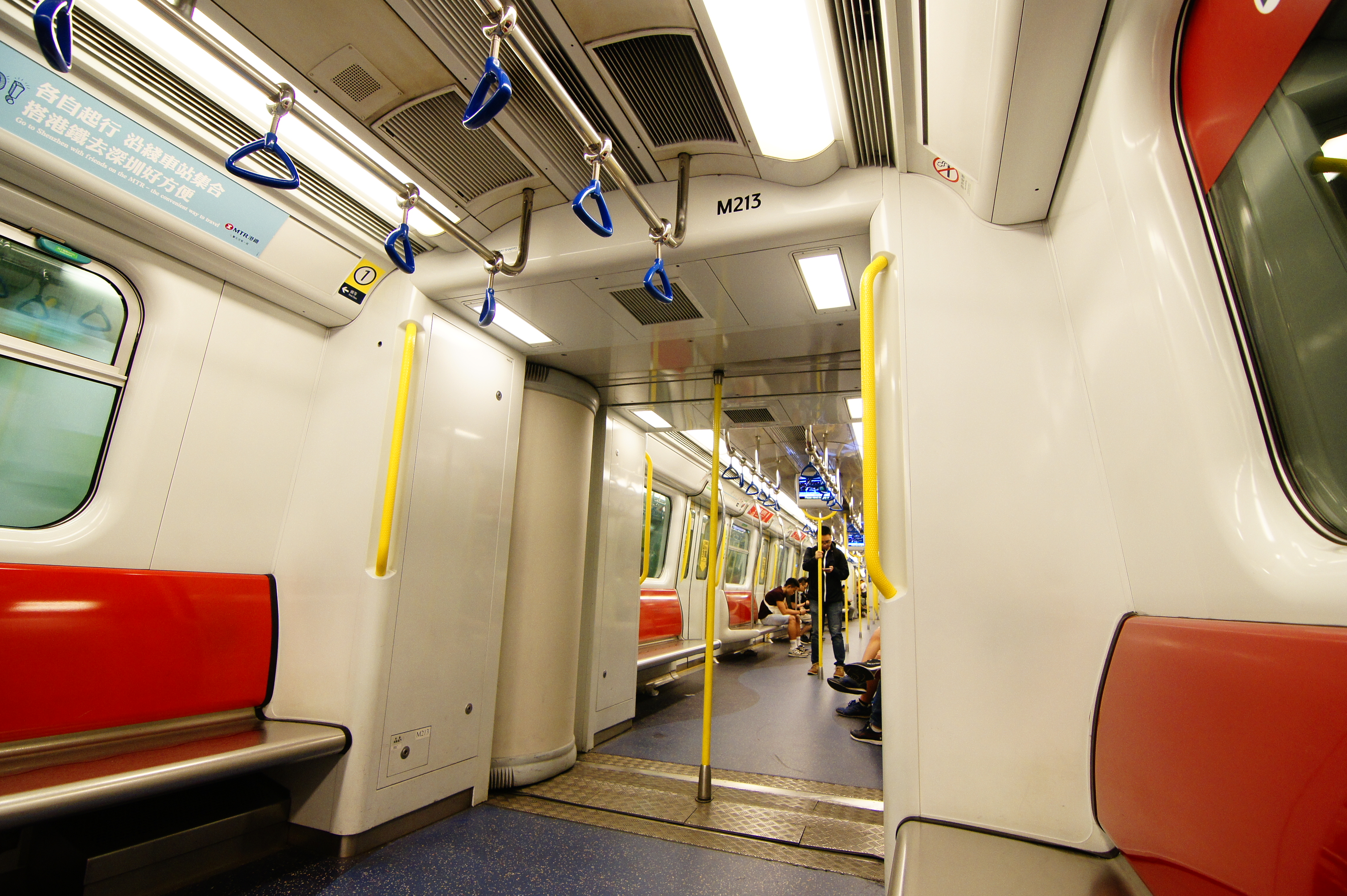
列車內部（車卡連接部份）
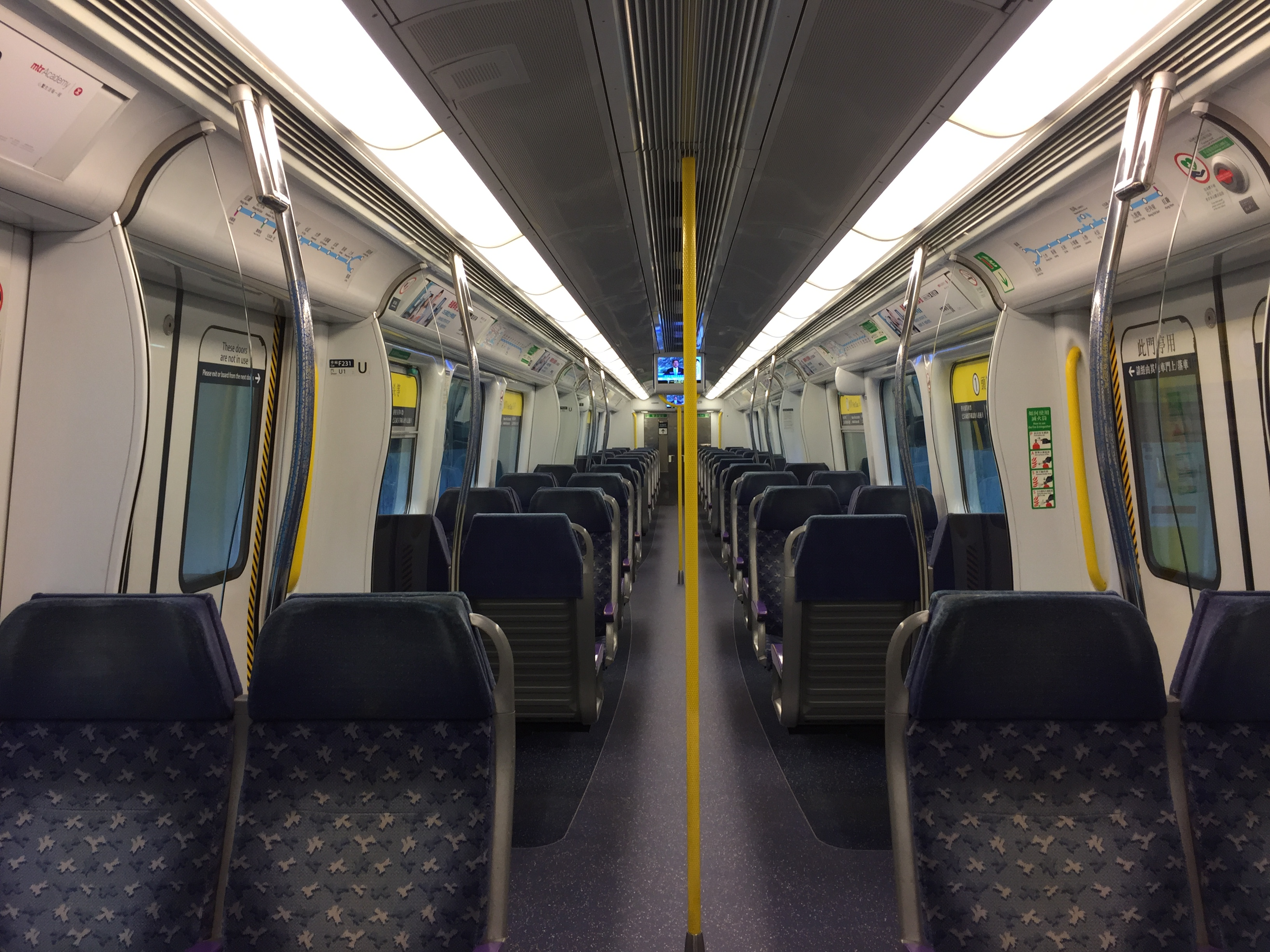
列車內部（頭等車廂）
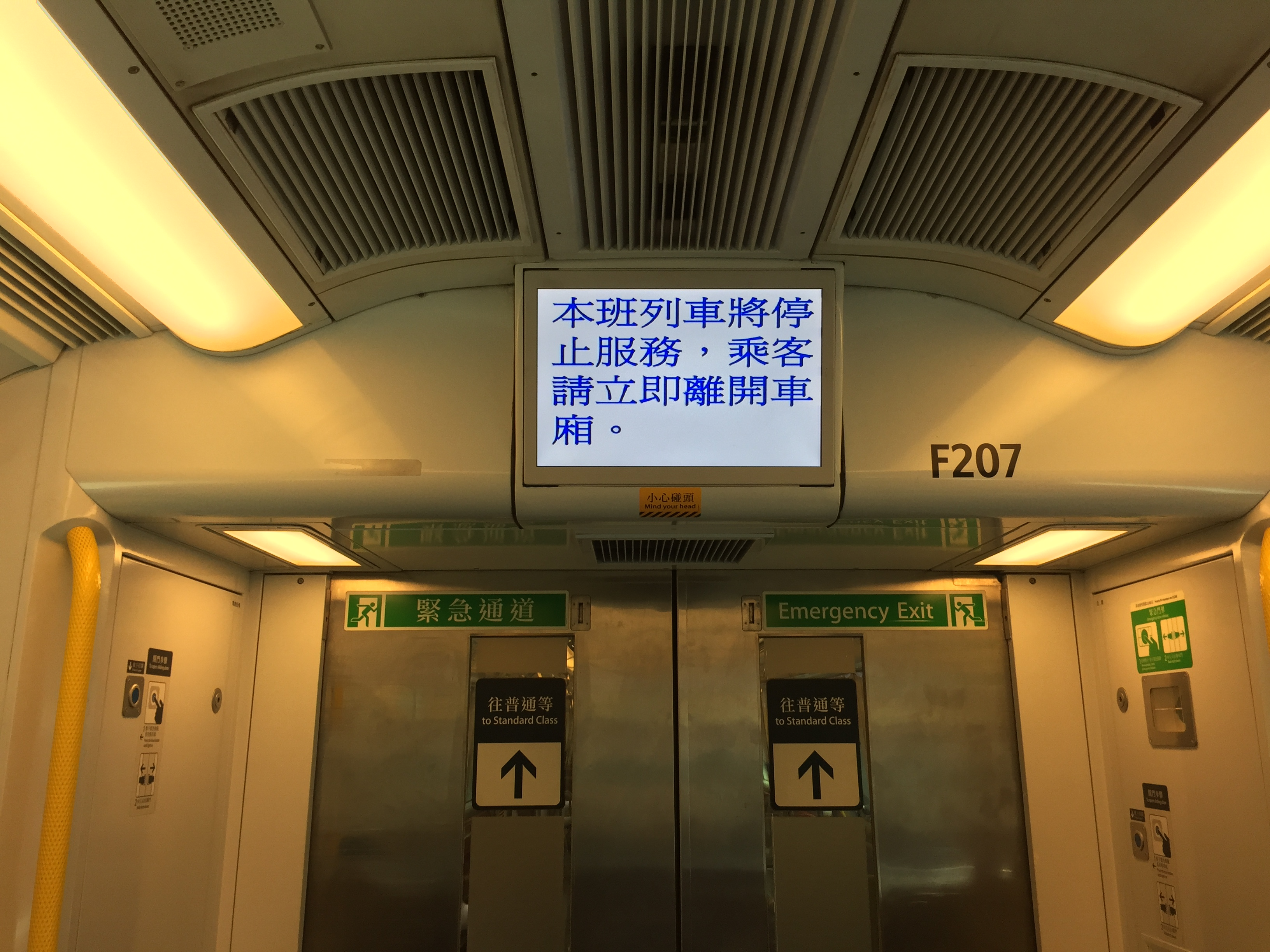
已更換16:10 LCD顯示屏（頭等車廂）
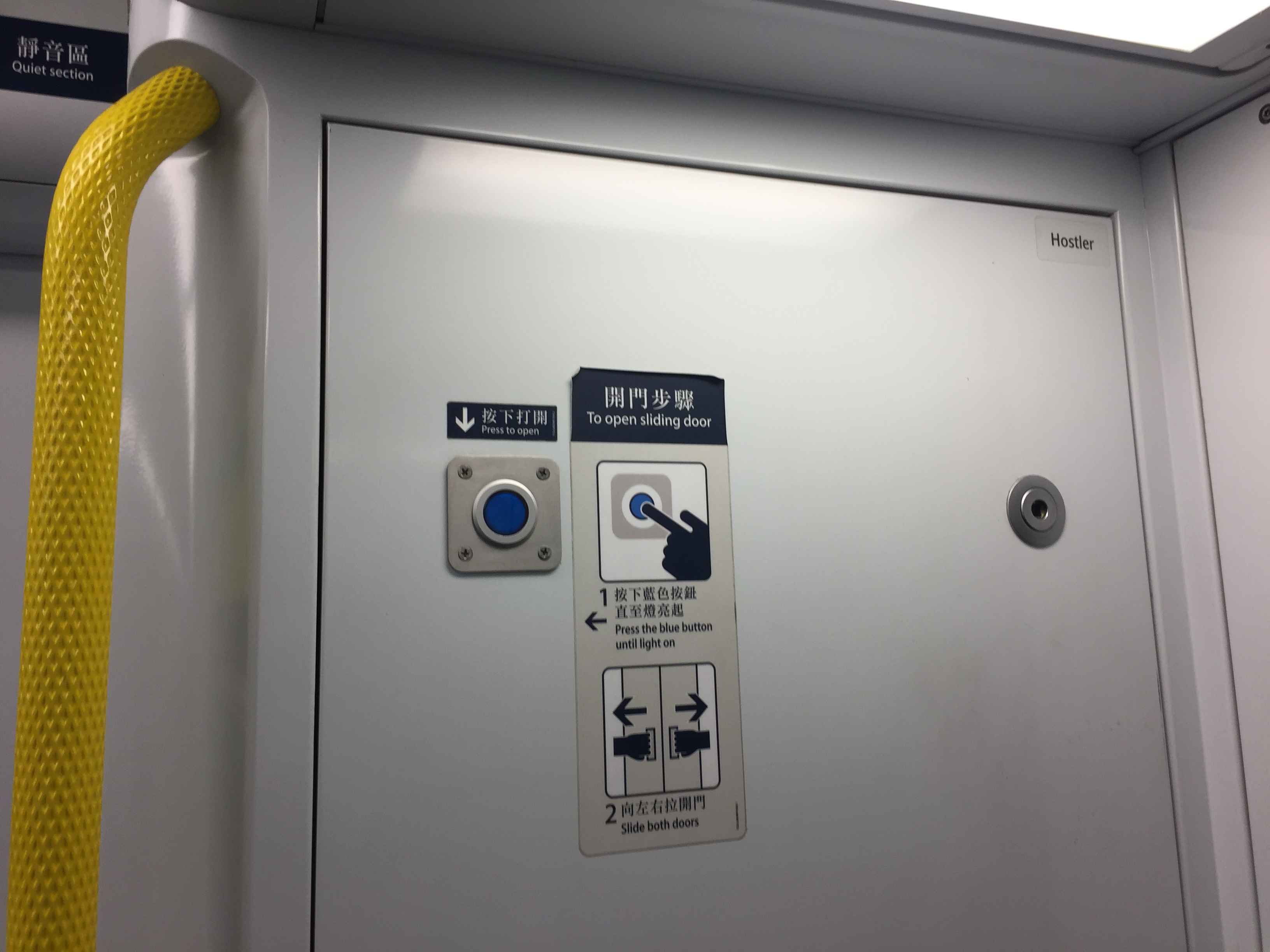
頭等車廂連接位開門按扭
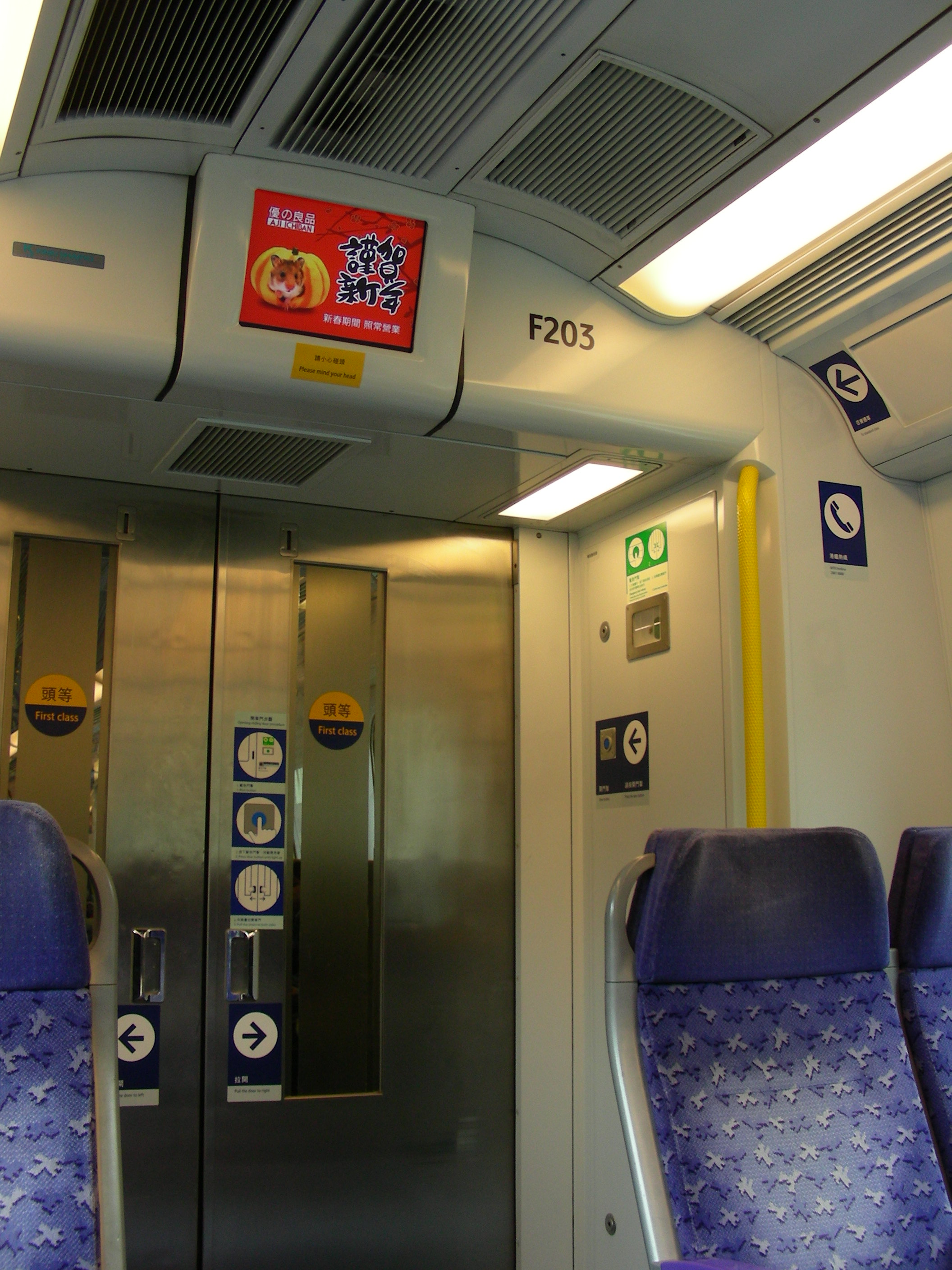
頭等車廂的LCD顯示屏
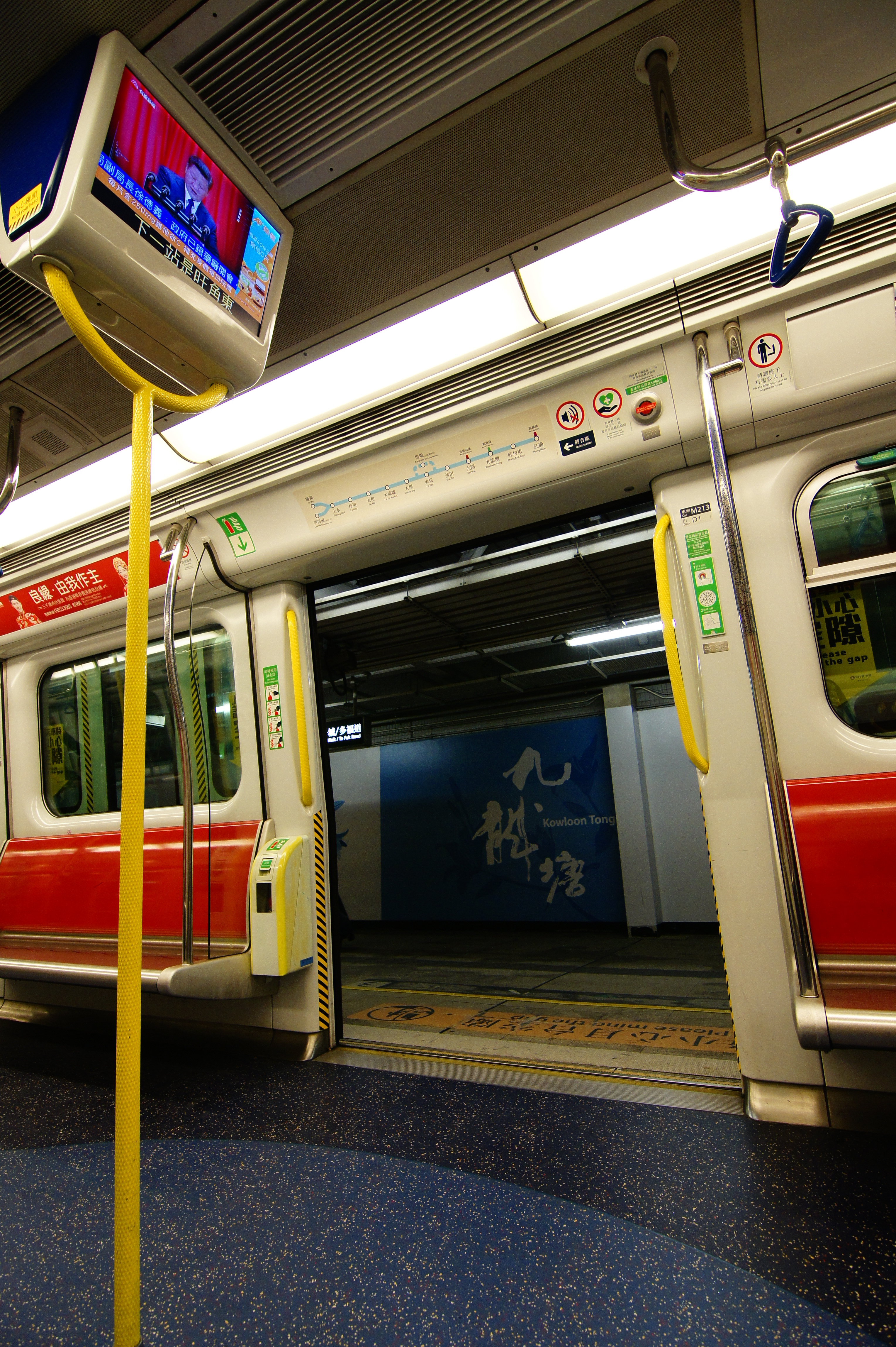
已更換16:10 LCD顯示屏（普通等車廂）
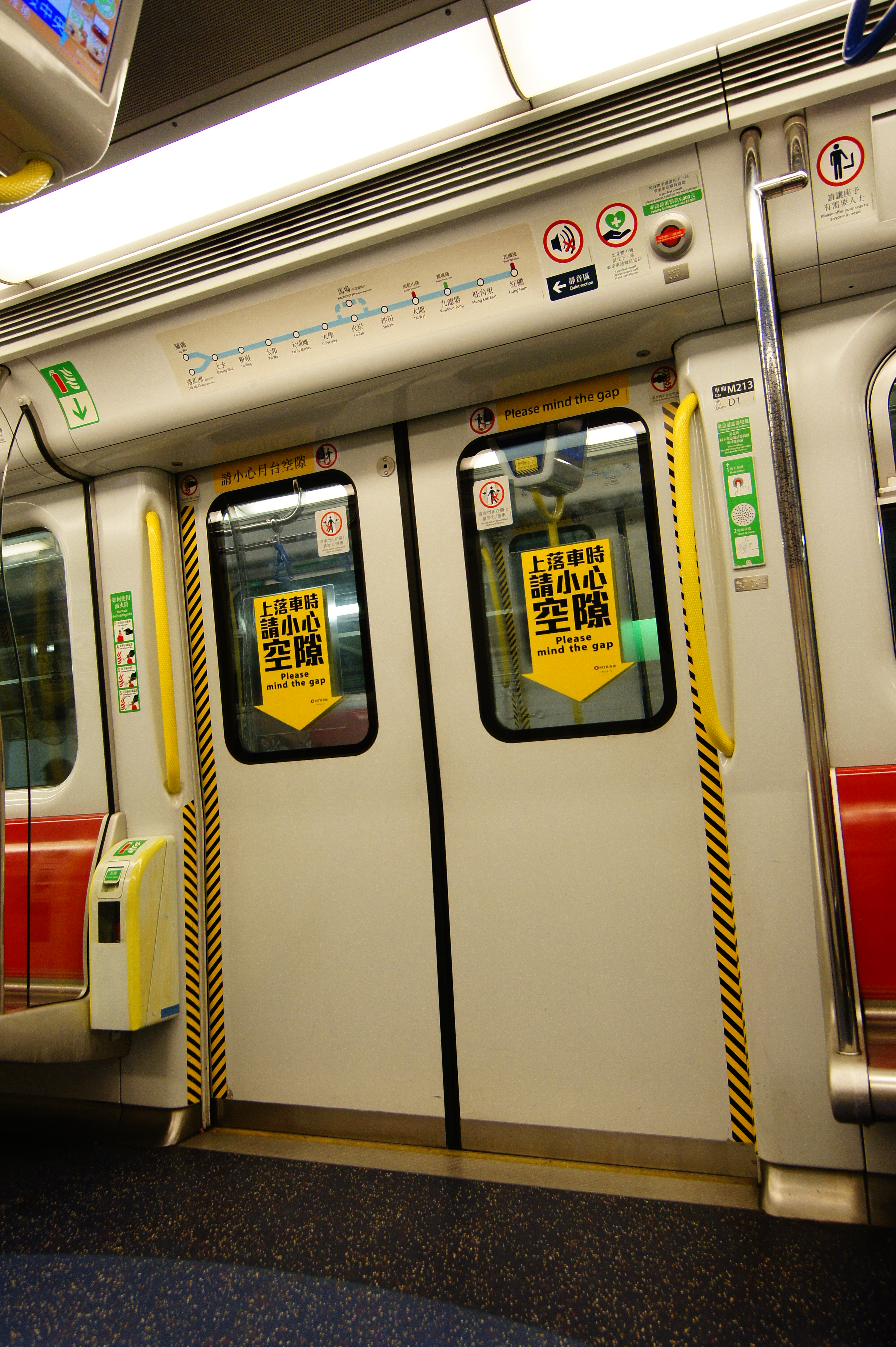
列車車門不設手把（D3、U3車門除外）
車廂F227──車側（上行左側）（頭等車廂）

### 屯馬綫（SP1900／SP1950／KRS991／1151）

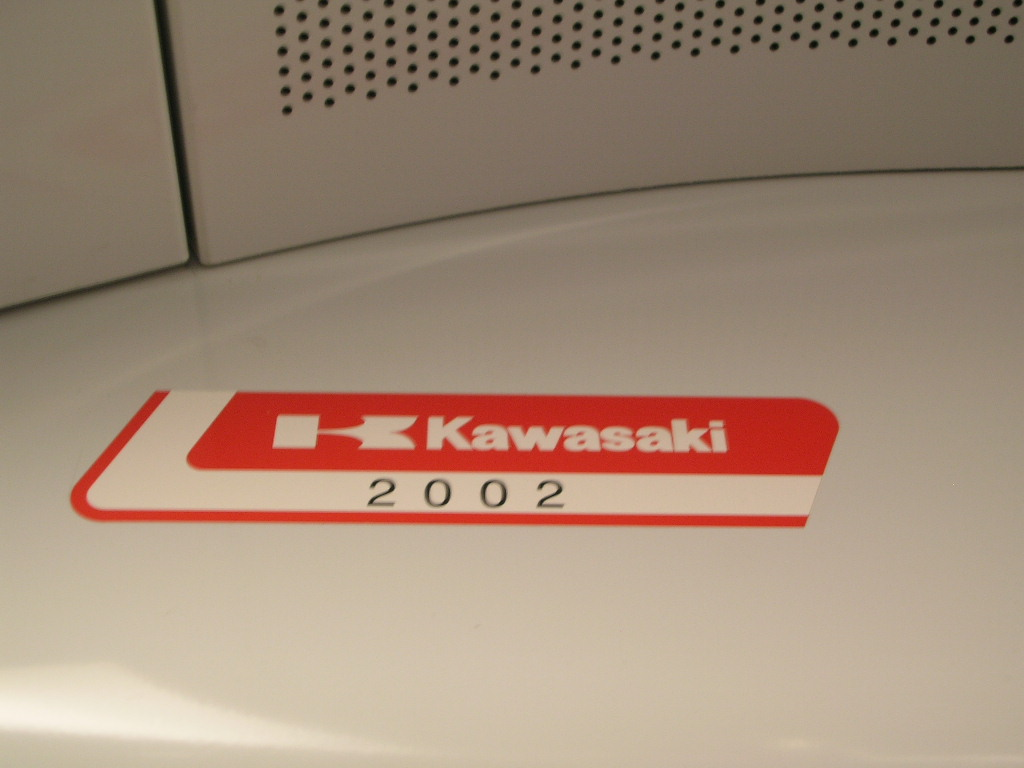
P316車廂內的「川崎重工」水牌。（註：此圖屬D315/D316編組，此車已經改裝成8卡車）
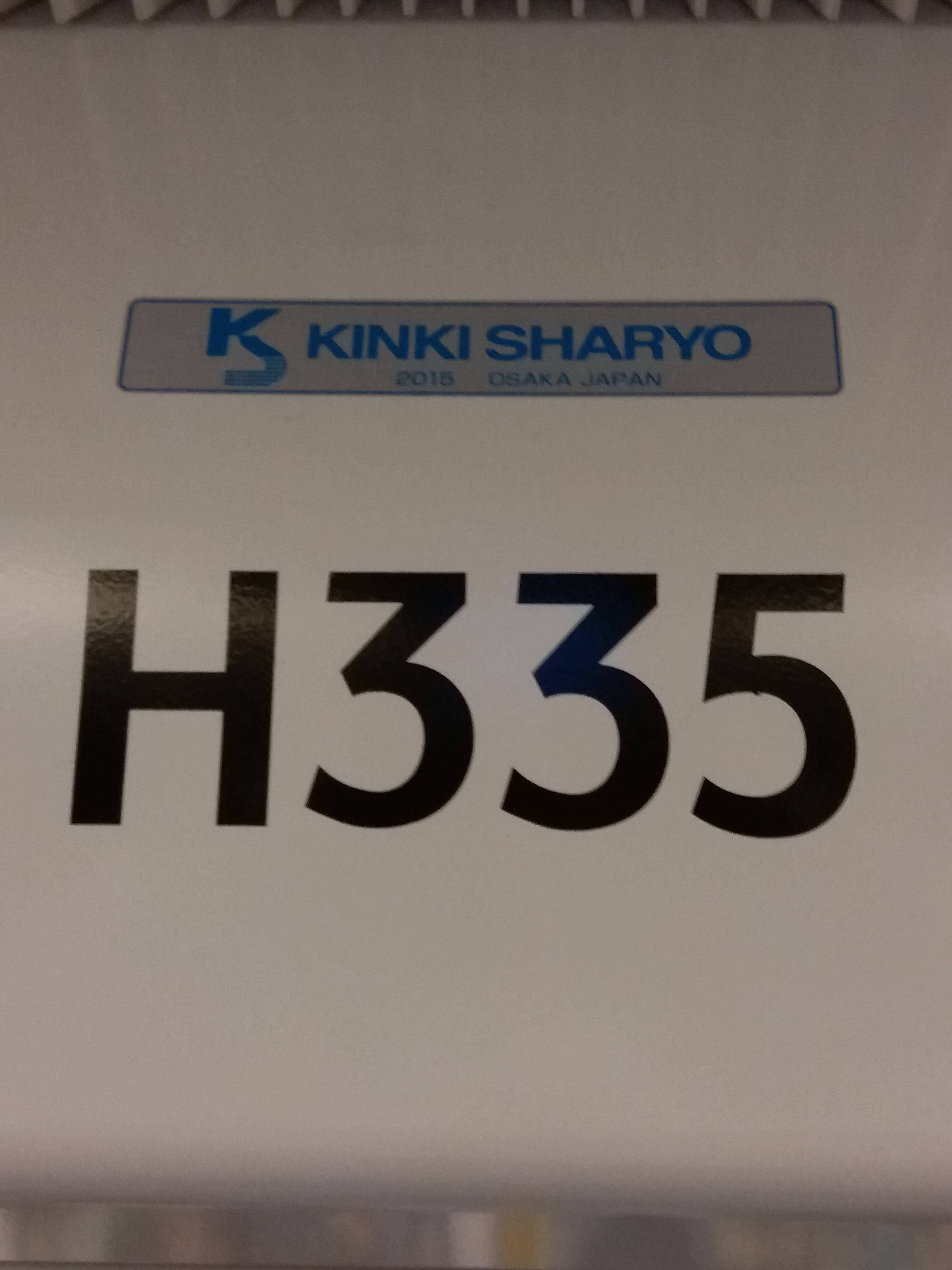
H335車廂內的「近畿車輛」水牌，其字體仍採用Casey。
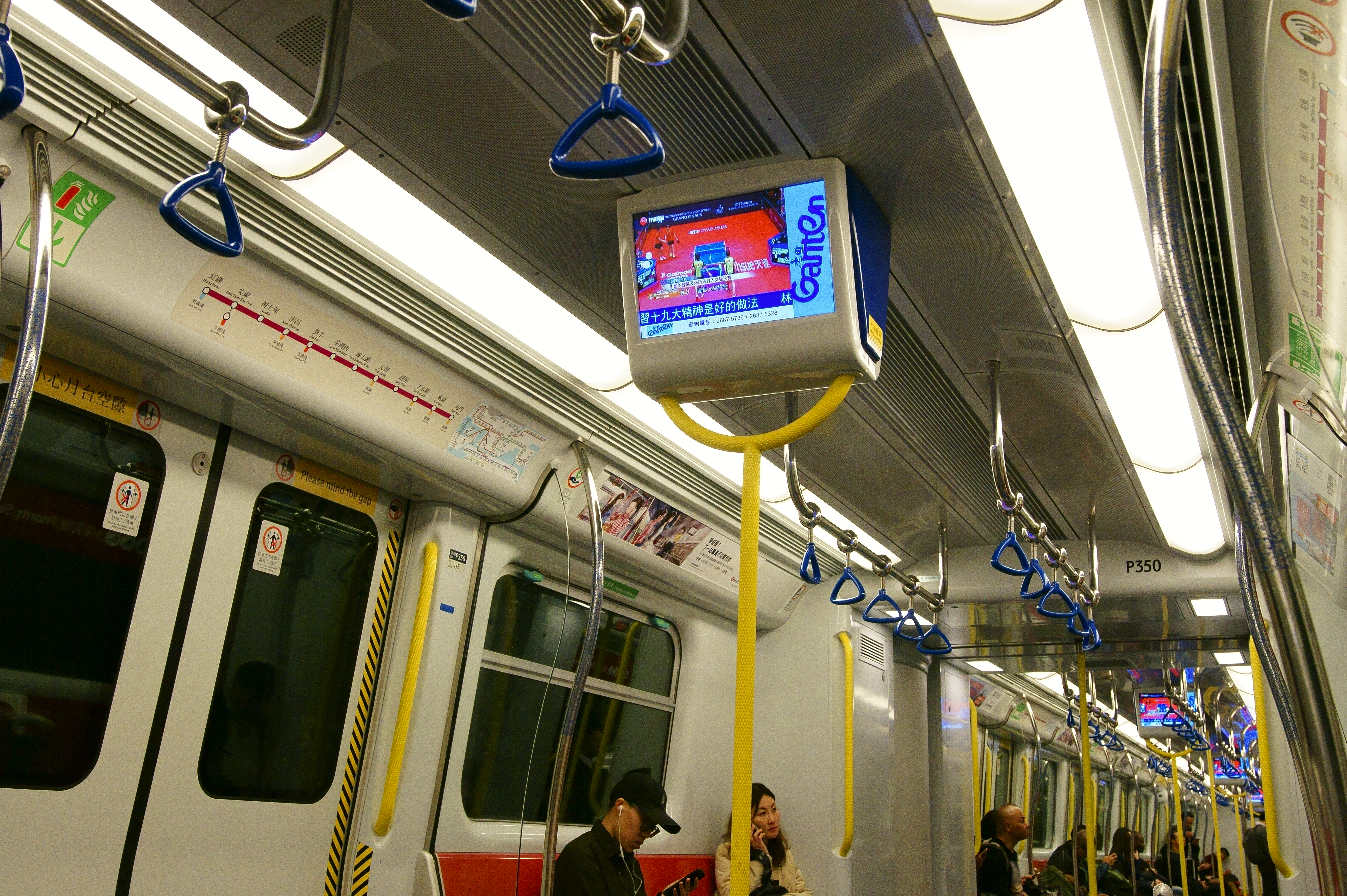
列車內部（註：此圖屬D349/D350編組，此車已經改裝成8卡車）
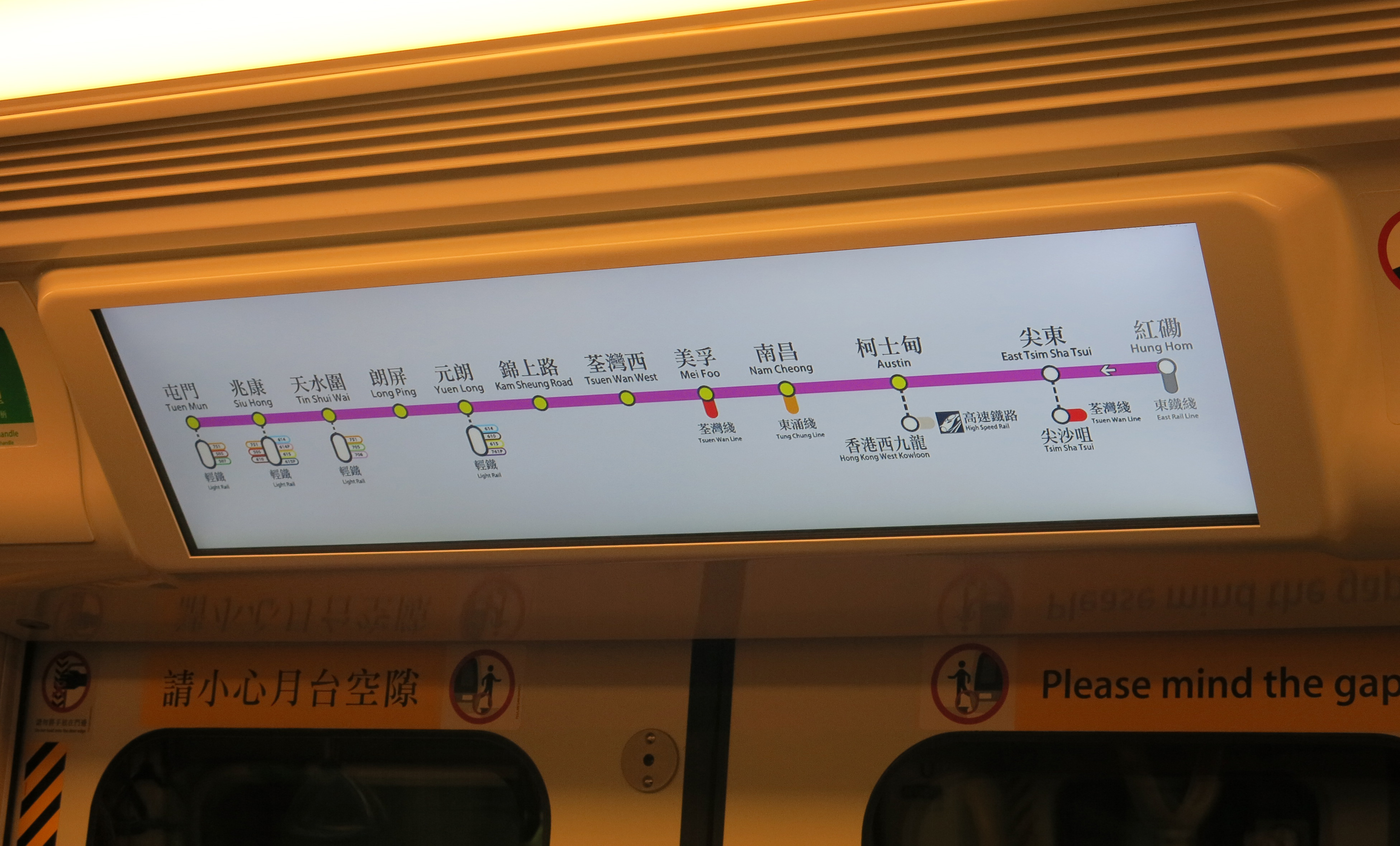
車門上方的動態路綫圖（8卡車適用）
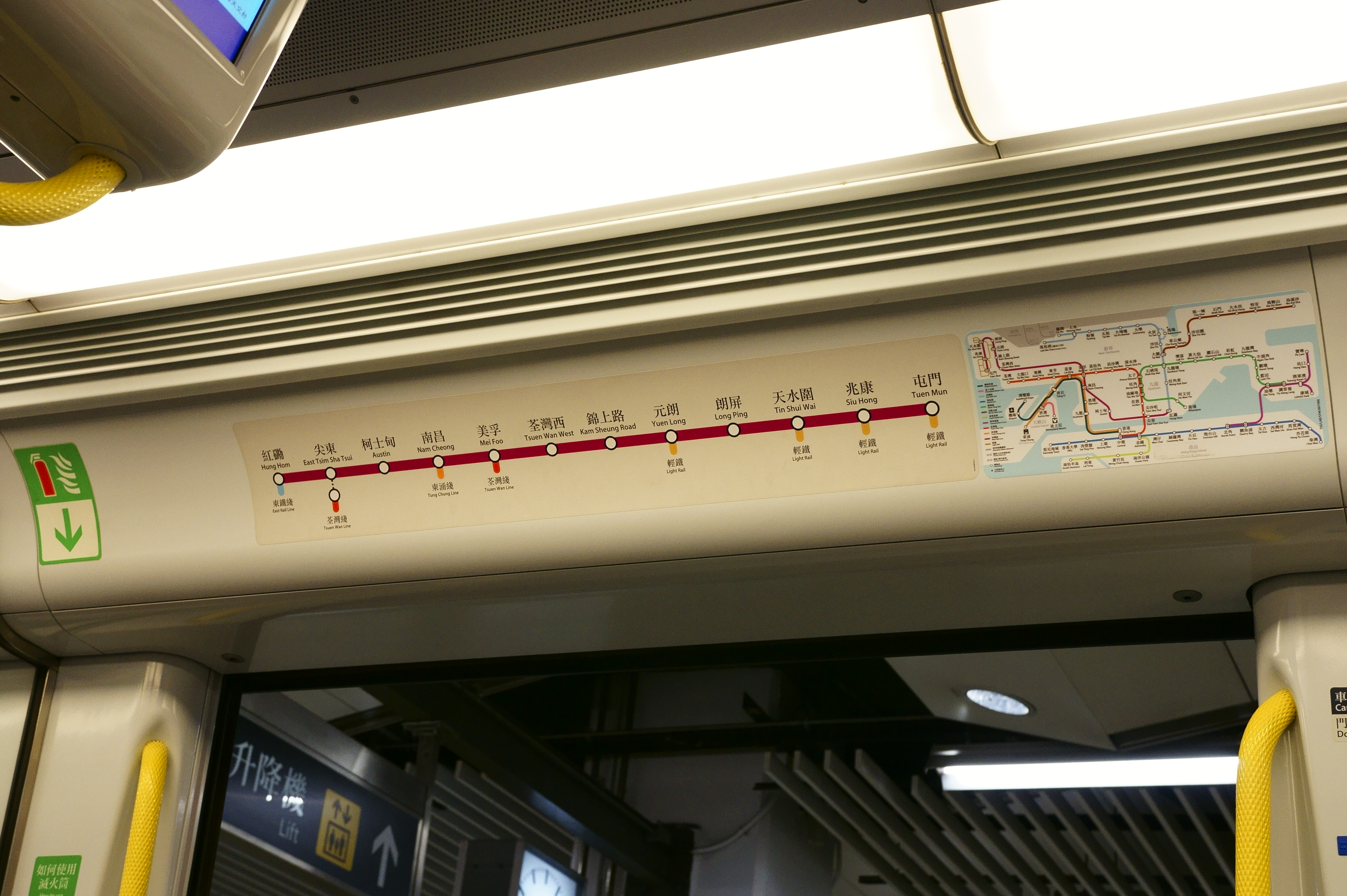
車門上方貼有路綫圖（7卡車適用，全數已經改裝為8卡車）車廂地圖為屯馬綫通車前
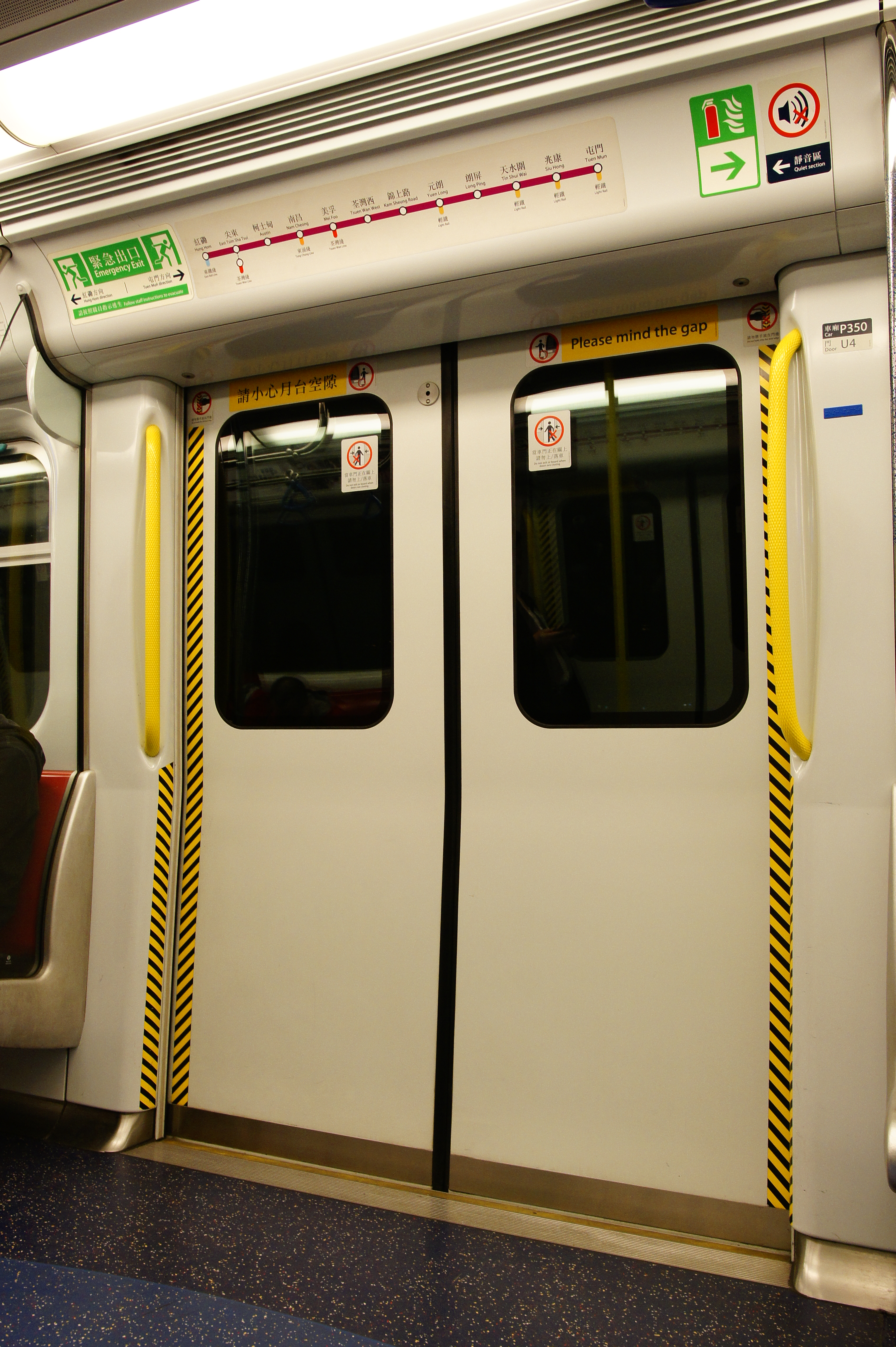
列車車門不設手把（D3、U3車門除外）（註：此圖屬D349/D350編組，此車已經改裝成8卡車）
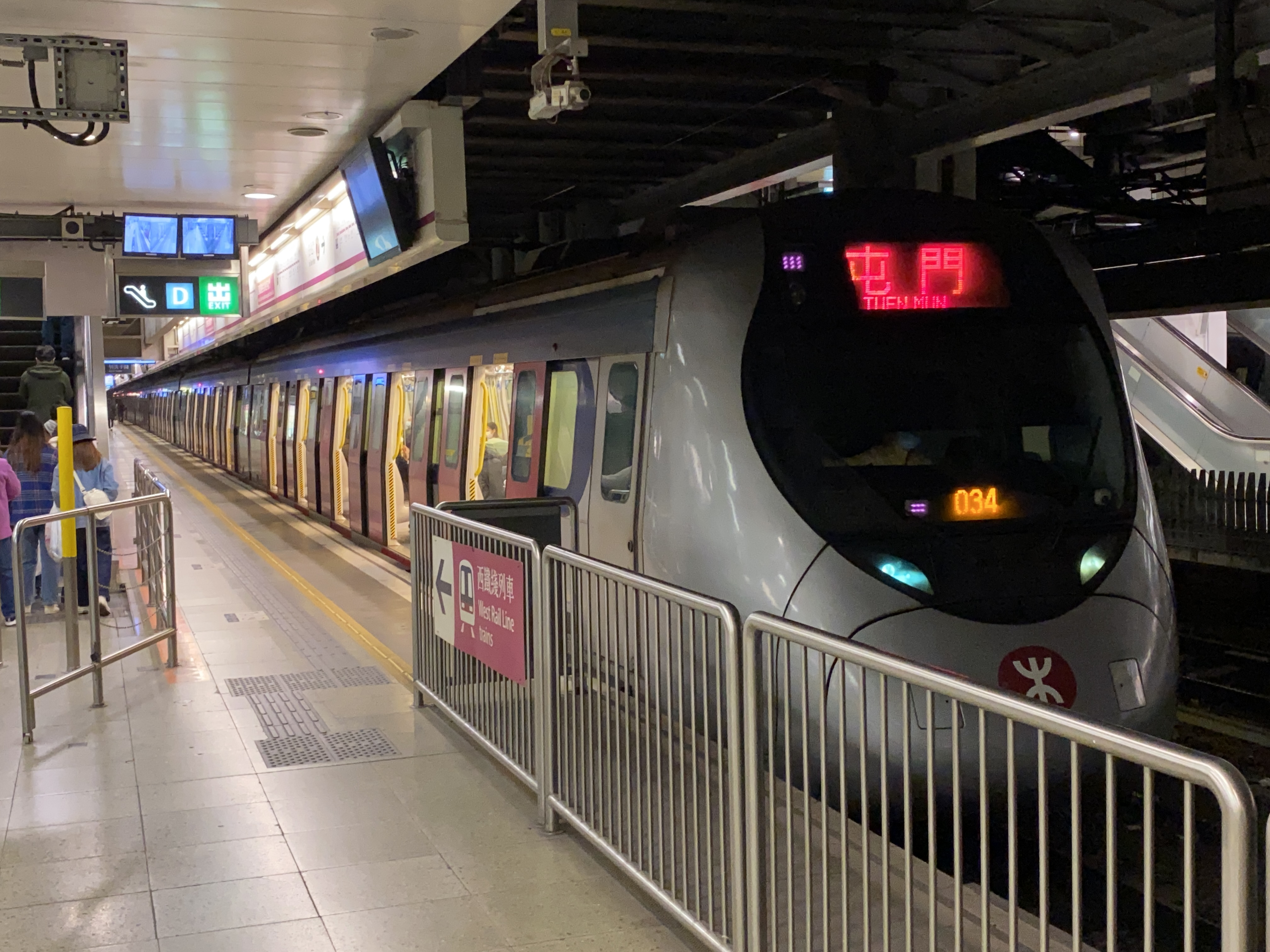
西鐵綫近畿車輛列車停靠舊紅磡站2號月台
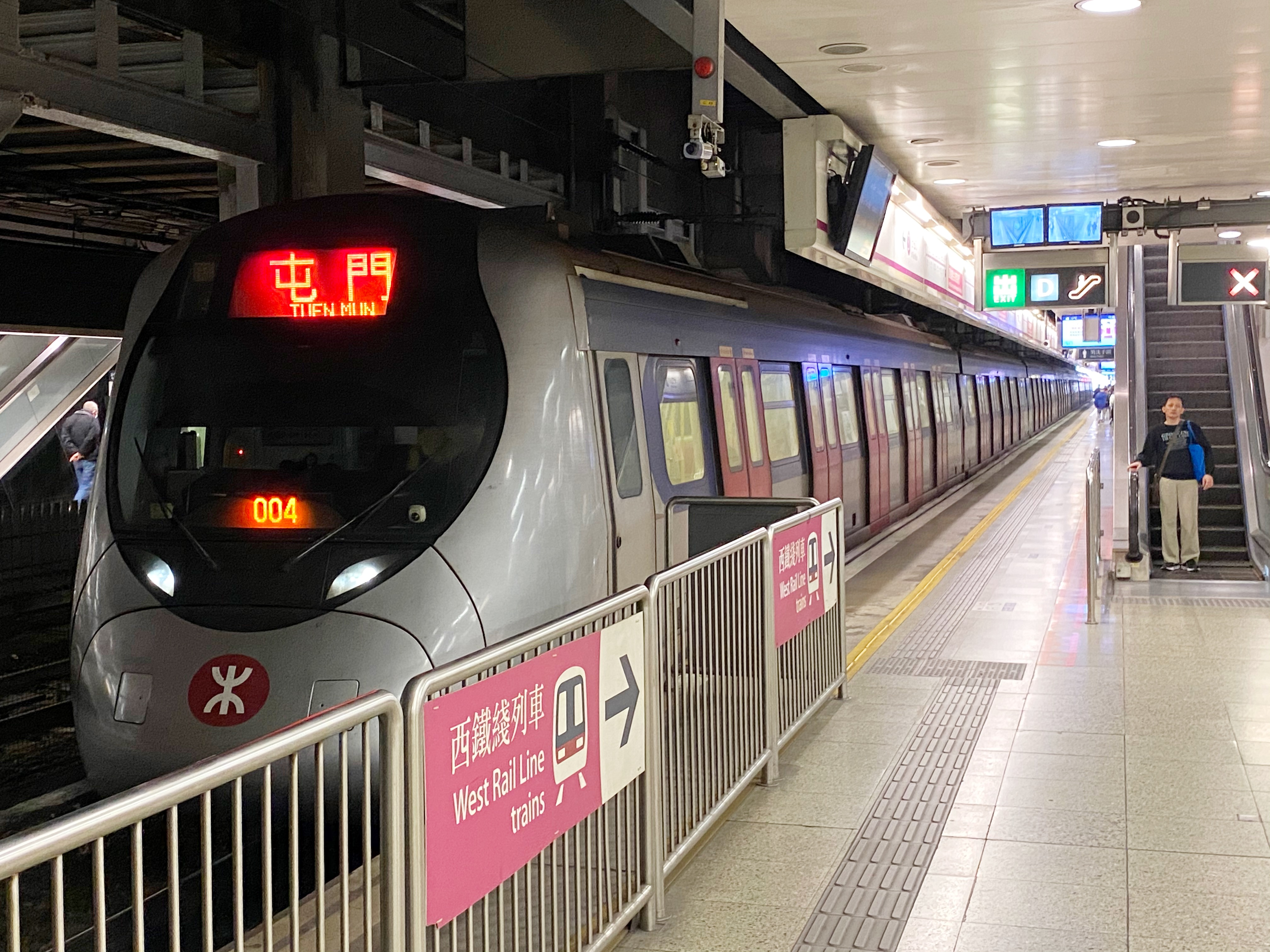
西鐵綫川崎重工列車停靠舊紅磡站3號月台
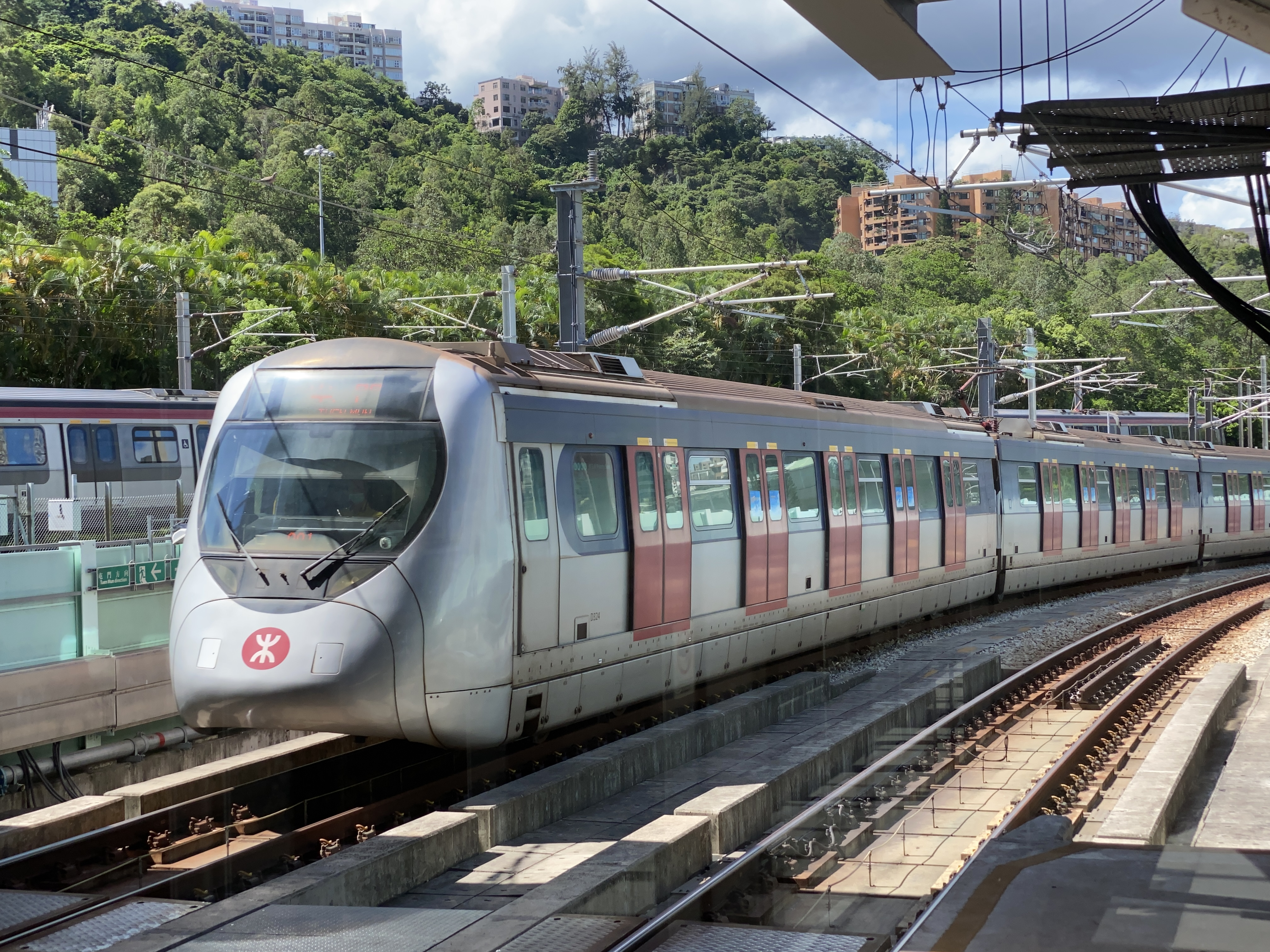
屯馬綫近畿車輛列車駛經顯徑站
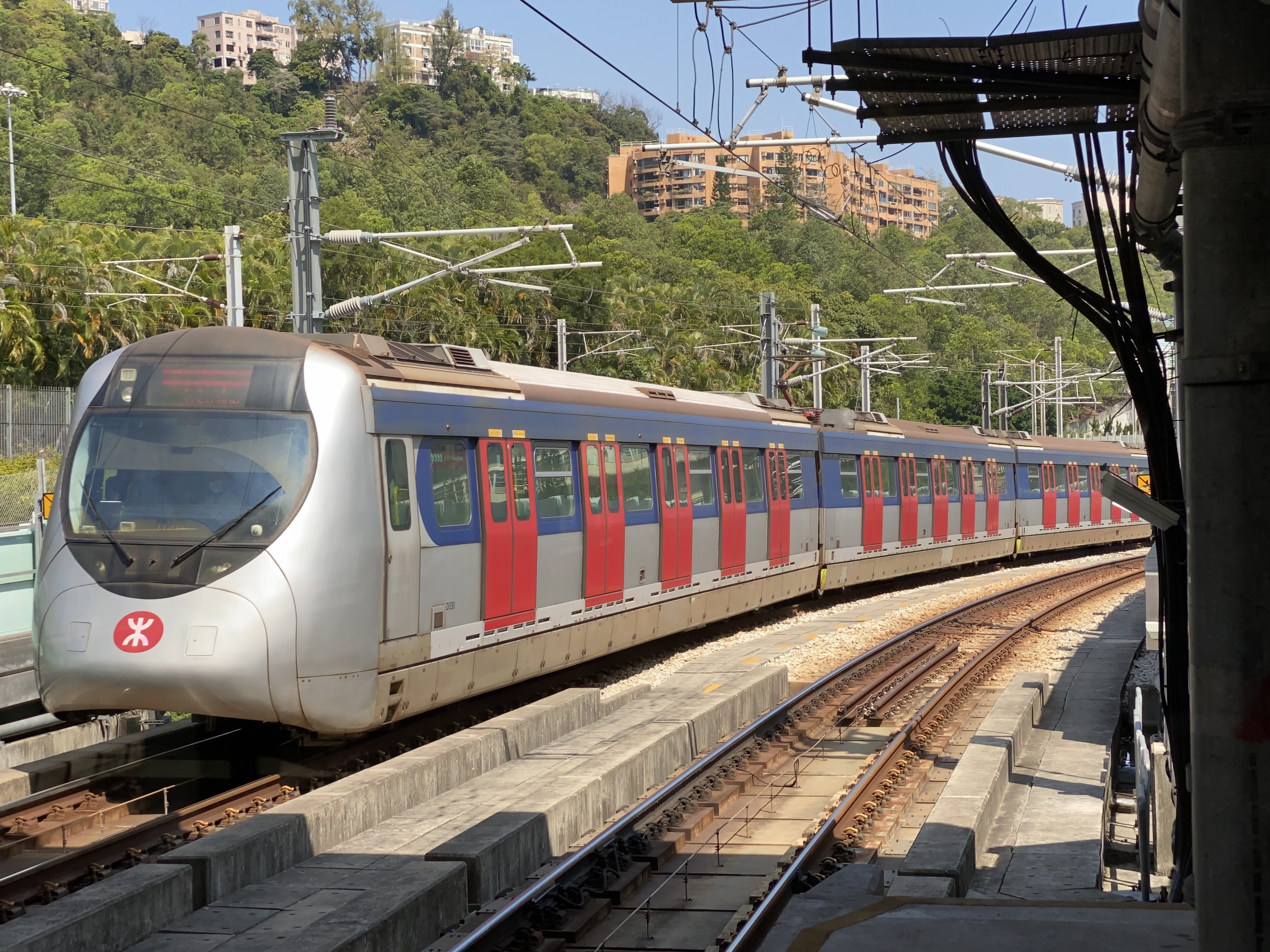
屯馬綫川崎重工列車駛經顯徑站

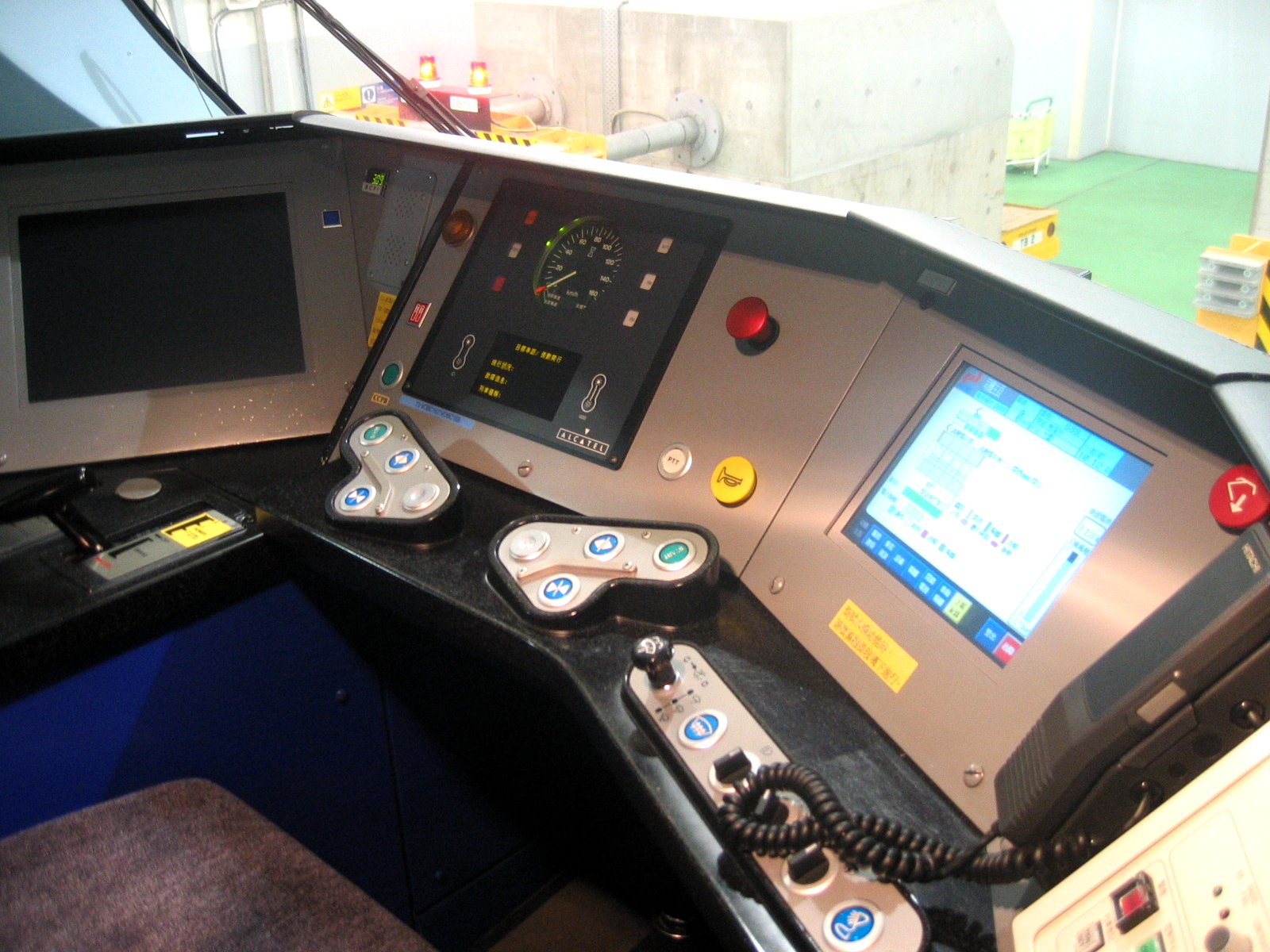
駕駛室
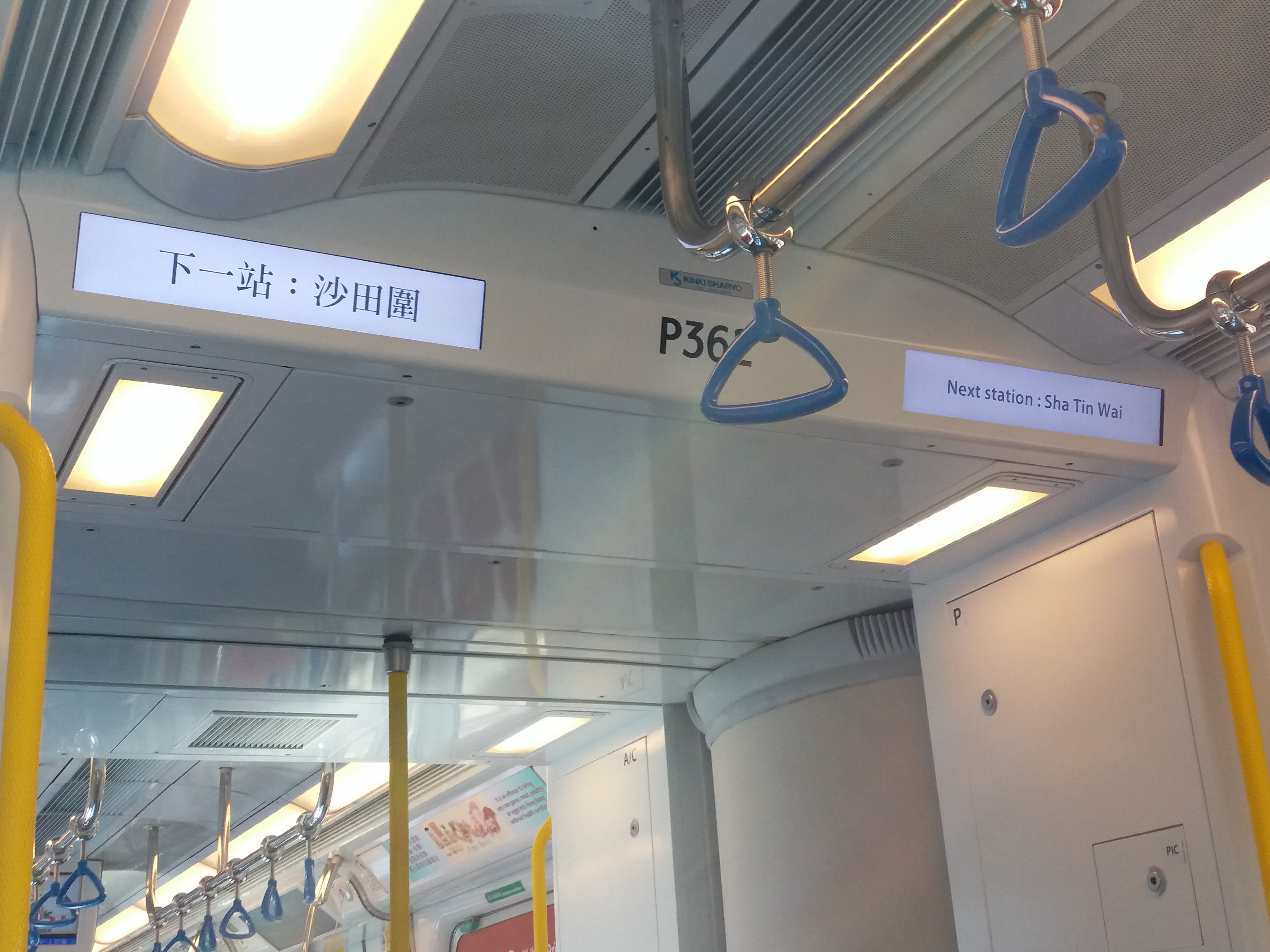
車卡通道報站顯示屏
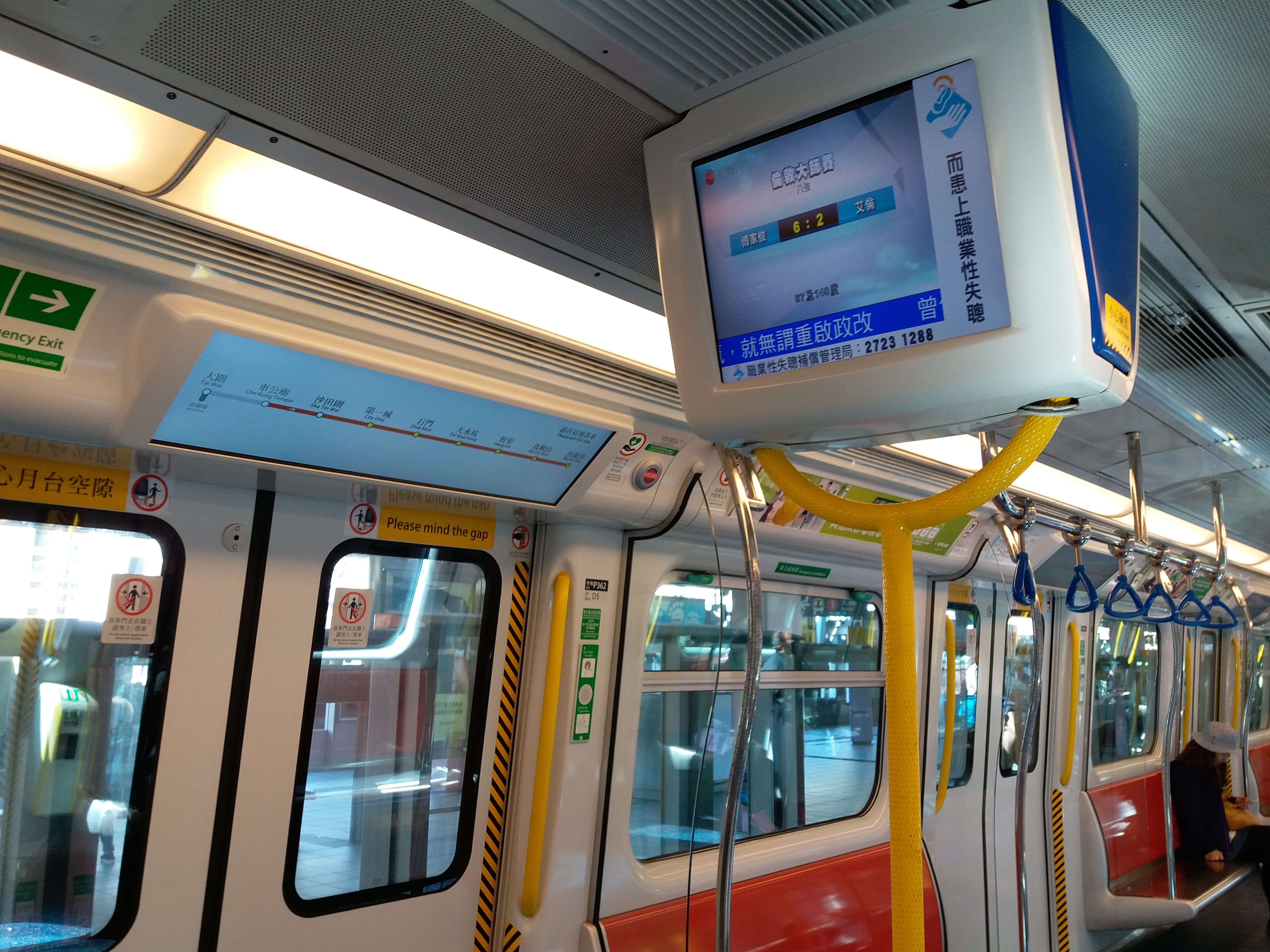
動態路線圖及19吋4:3電視
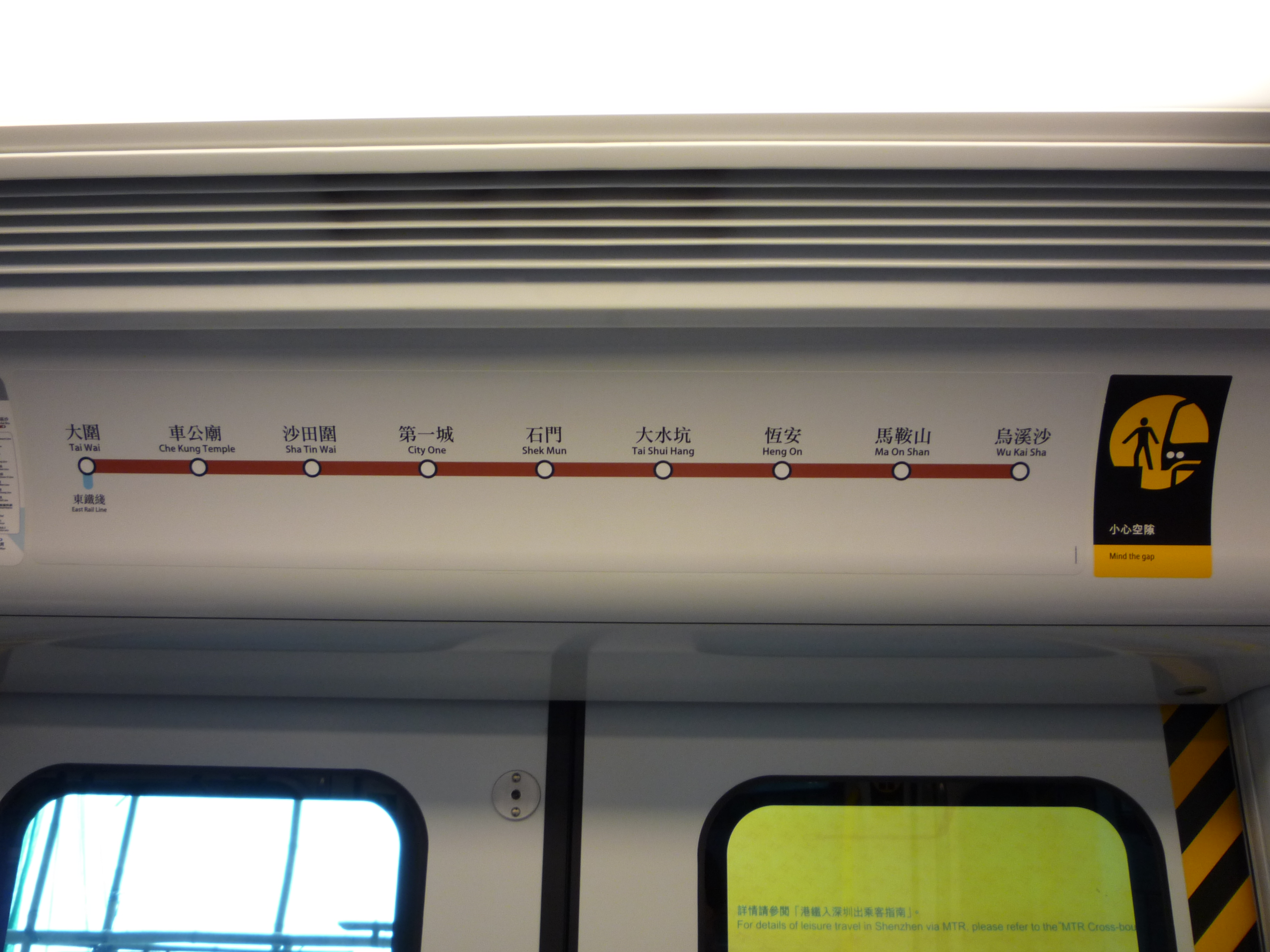
尚未更換的貼紙路線圖（4卡車適用，全數已經運往八鄉車廠改裝為8卡車）
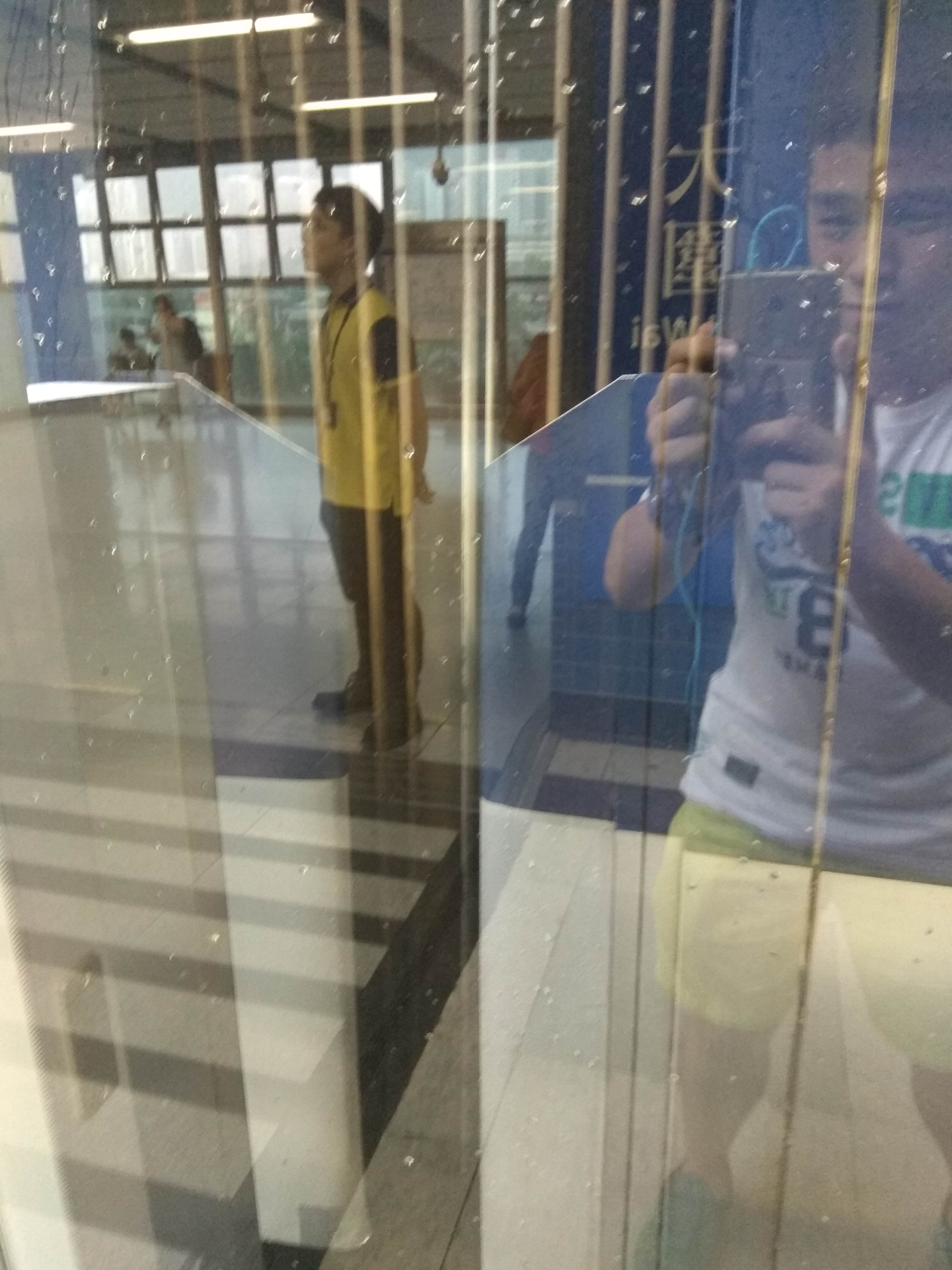
已拆去紅色鐵鏈的列車（左為P360，右為M360）
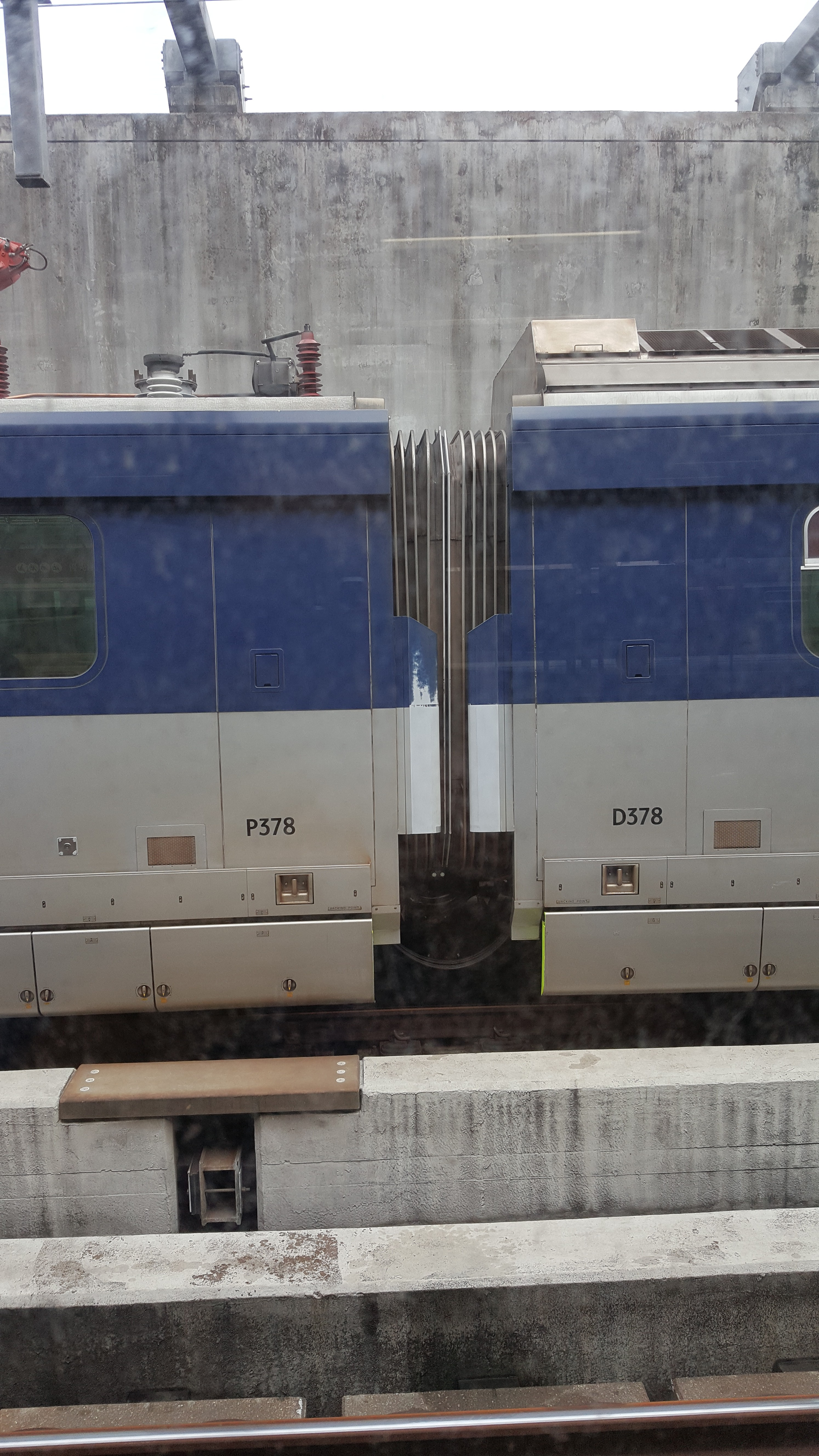
已拆去紅色鐵鏈的列車（左為P378，右為D378）
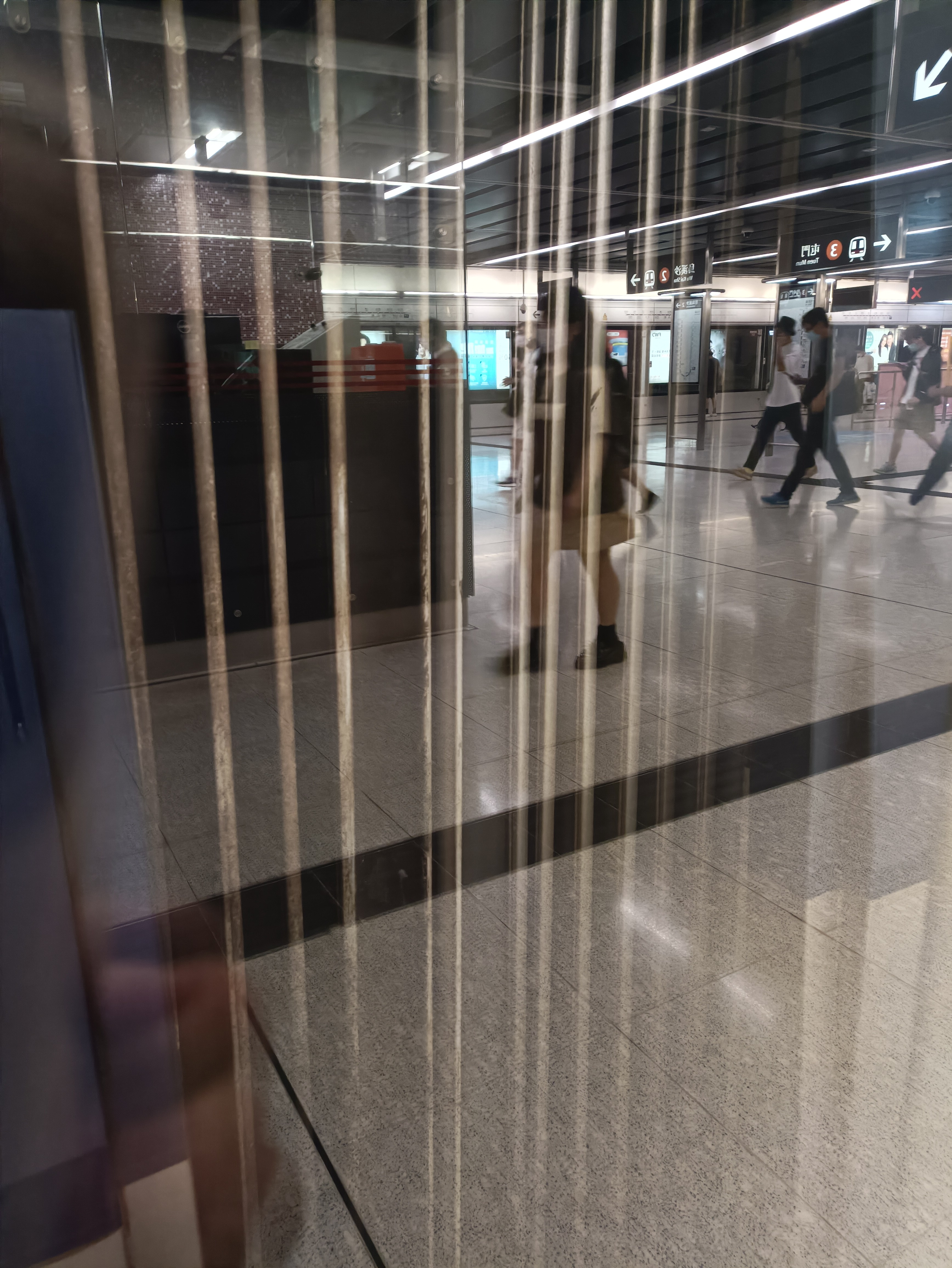
已拆去紅色鐵鏈及擋板的列車（左為H365，右為C366）

- H3XX是在2016年所增加的車卡

## 外部連結
- 近畿車輛SP1900的簡介（英文）
- 東鐵綫E201由何東樓車廠運送到八鄉車廠時途經旺角東站（页面存档备份，存于）
- 東鐵綫E201由何東樓車廠運送到八鄉車廠時途經紅磡站由東鐵綫到西鐵綫的後備軌道
- 香港鐵路網：香港鐵路：九鐵/港鐵 電氣化後的載客列車 日製列車 （页面存档备份，存于）
- 香港鐵路大典上的相关条目：港鐵近畿川崎列車